# Американський ручний алфавіт
Американський ручний алфавіт — це алфавіт, що доповнює словник американської жестової мови.

## Літери та цифри
Літери та цифри показуються так, як на поданих зображеннях. Зазвичай, форма рук не є такою чіткою, а лише у формальному спілкуванні.

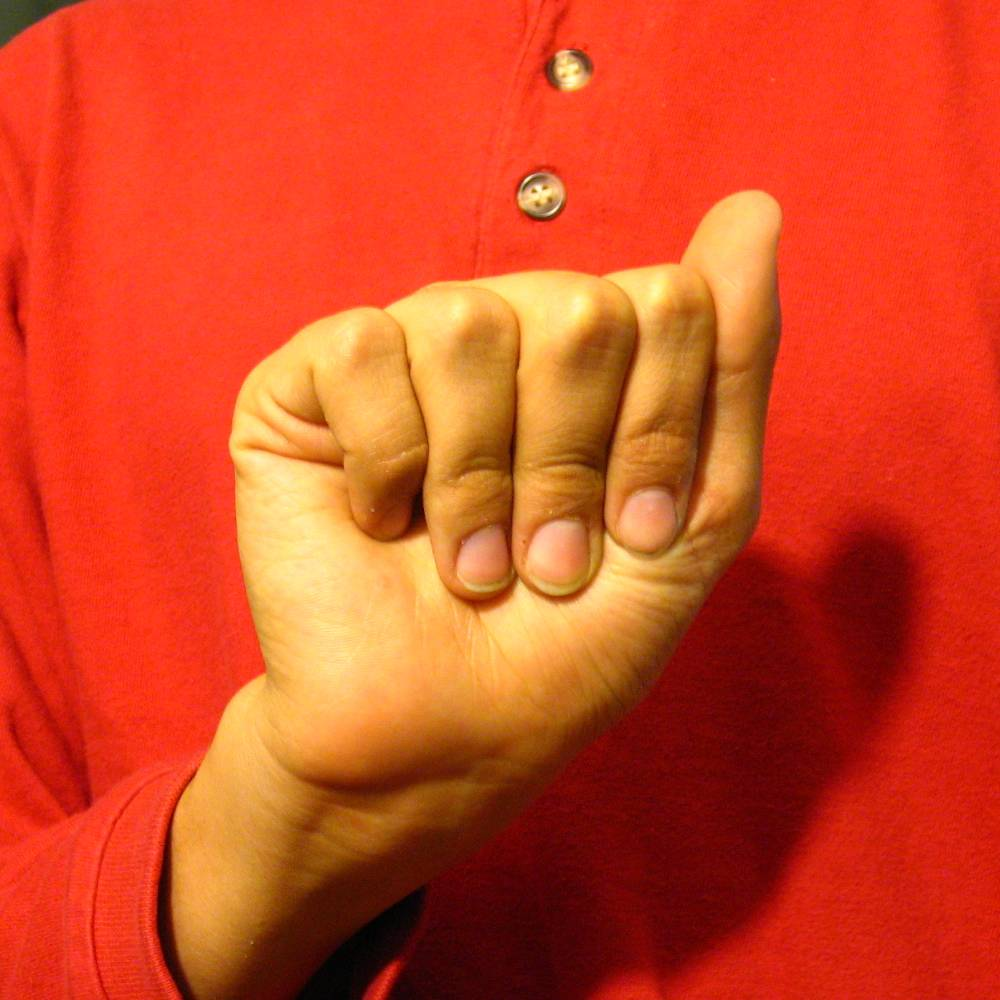
A
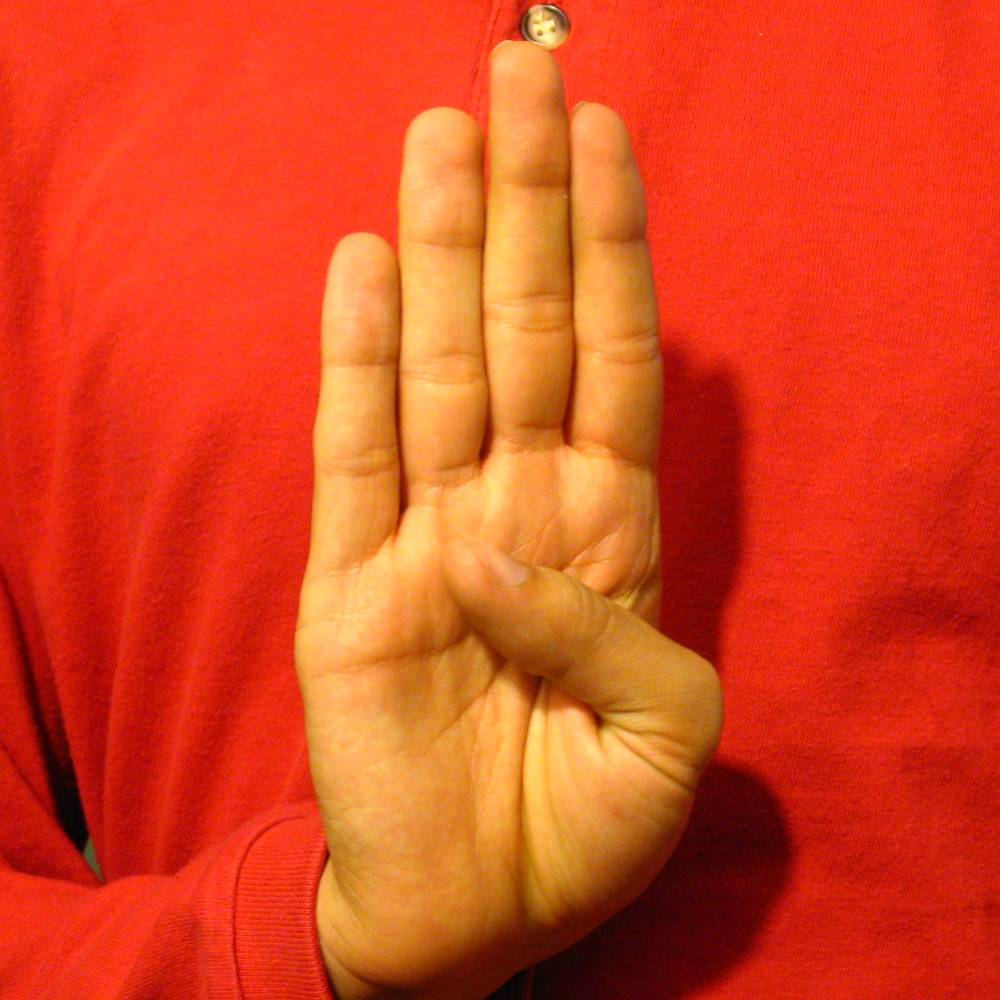
B
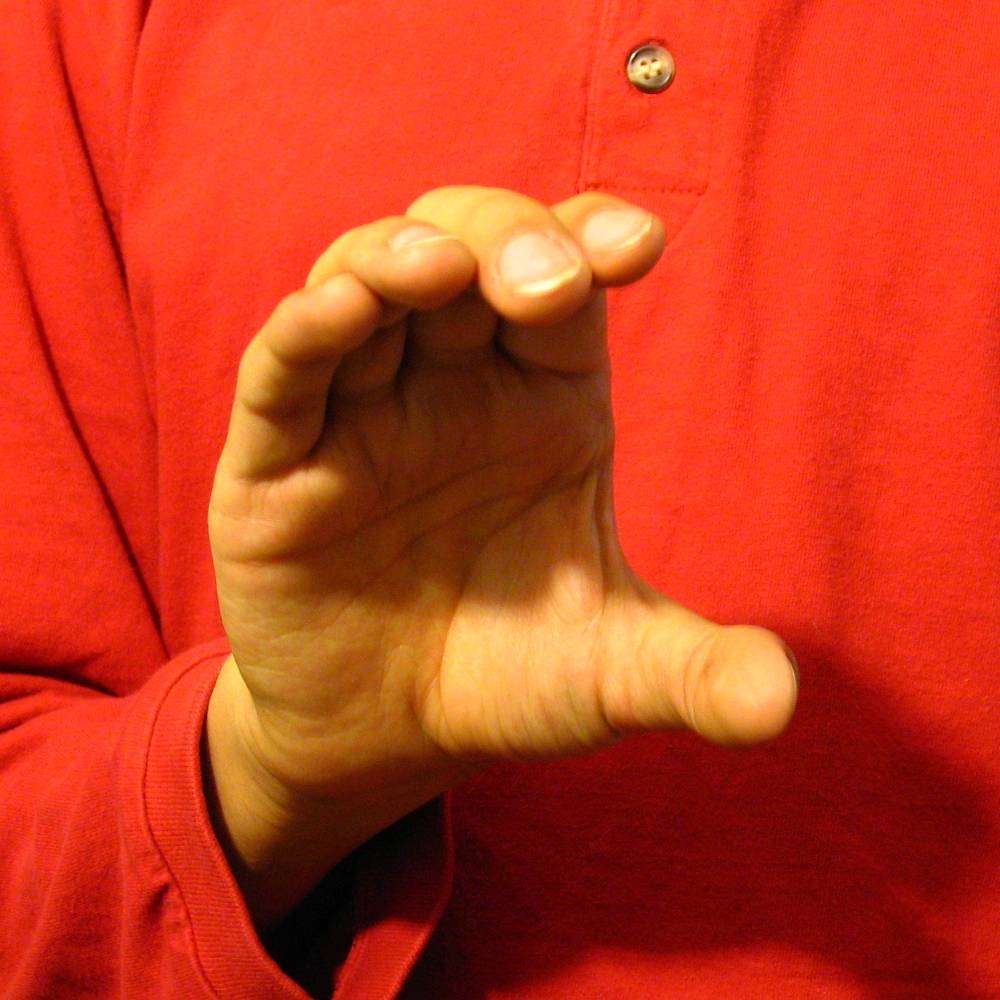
C
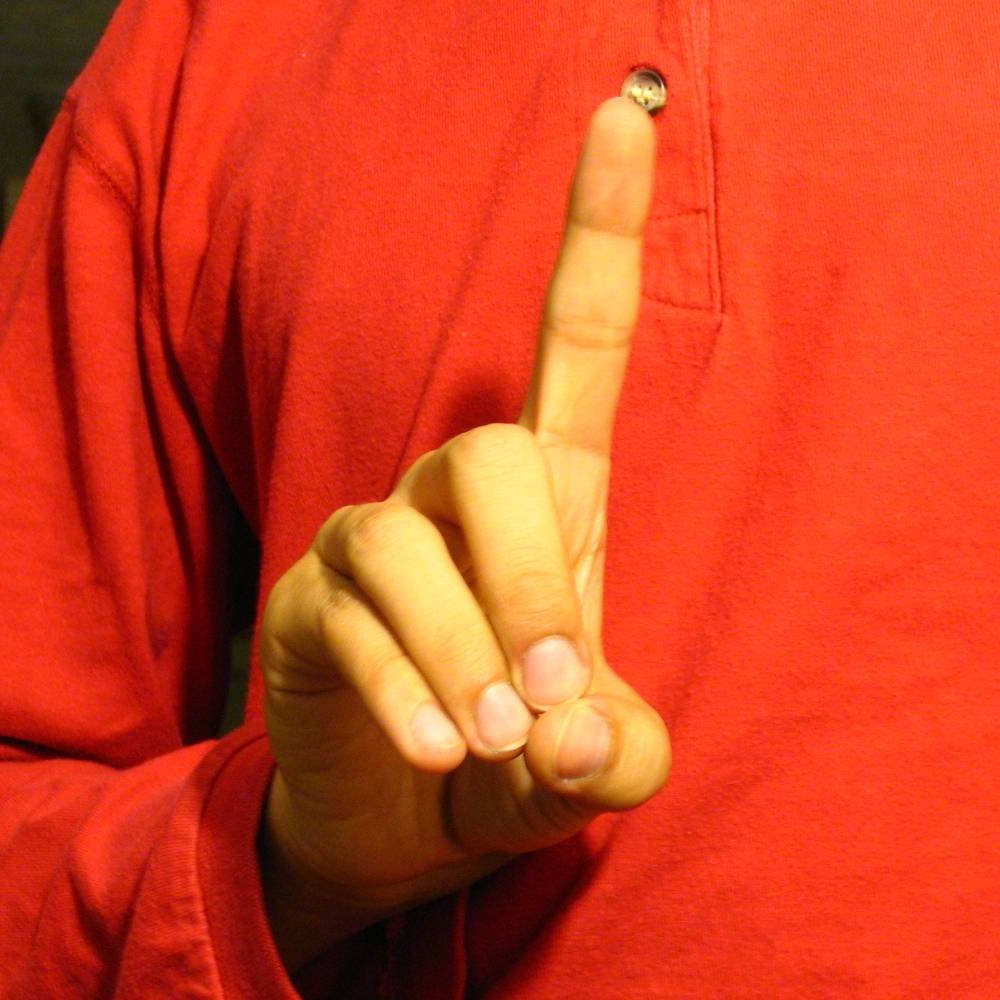
D (formal)
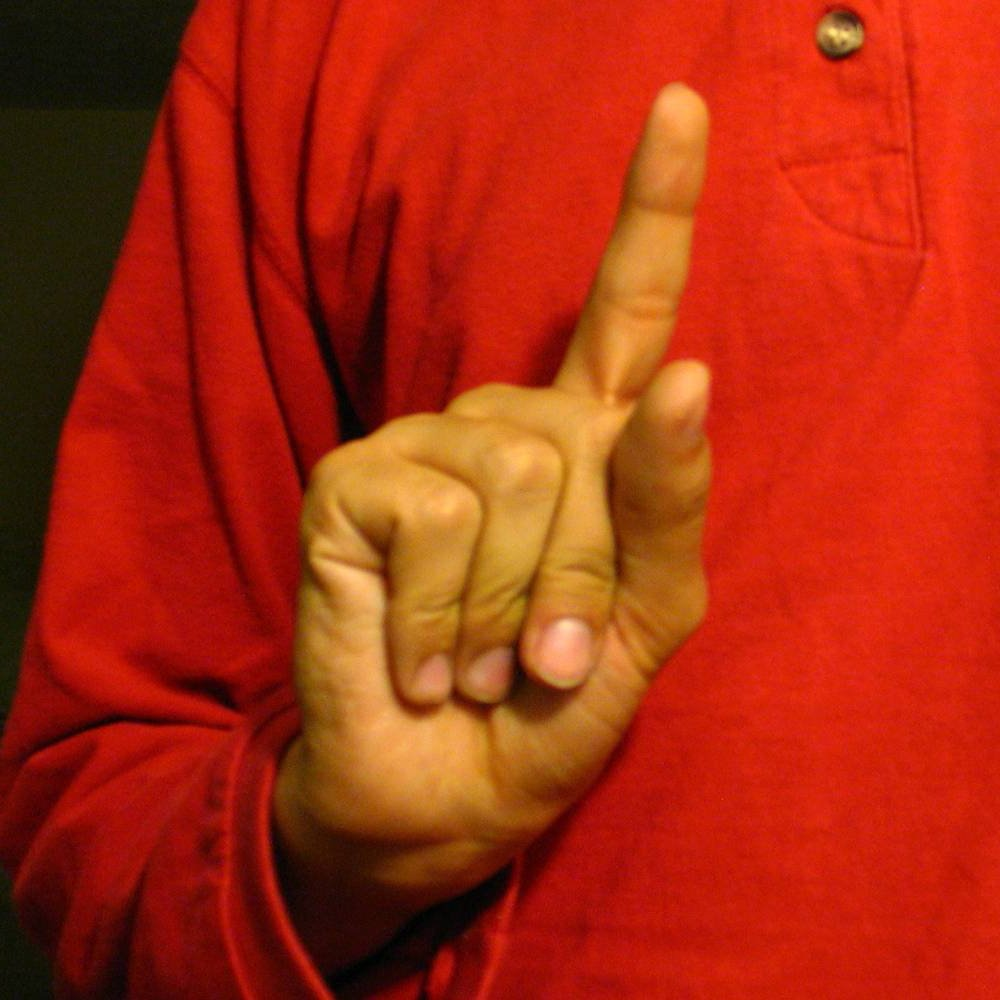
D(informal)
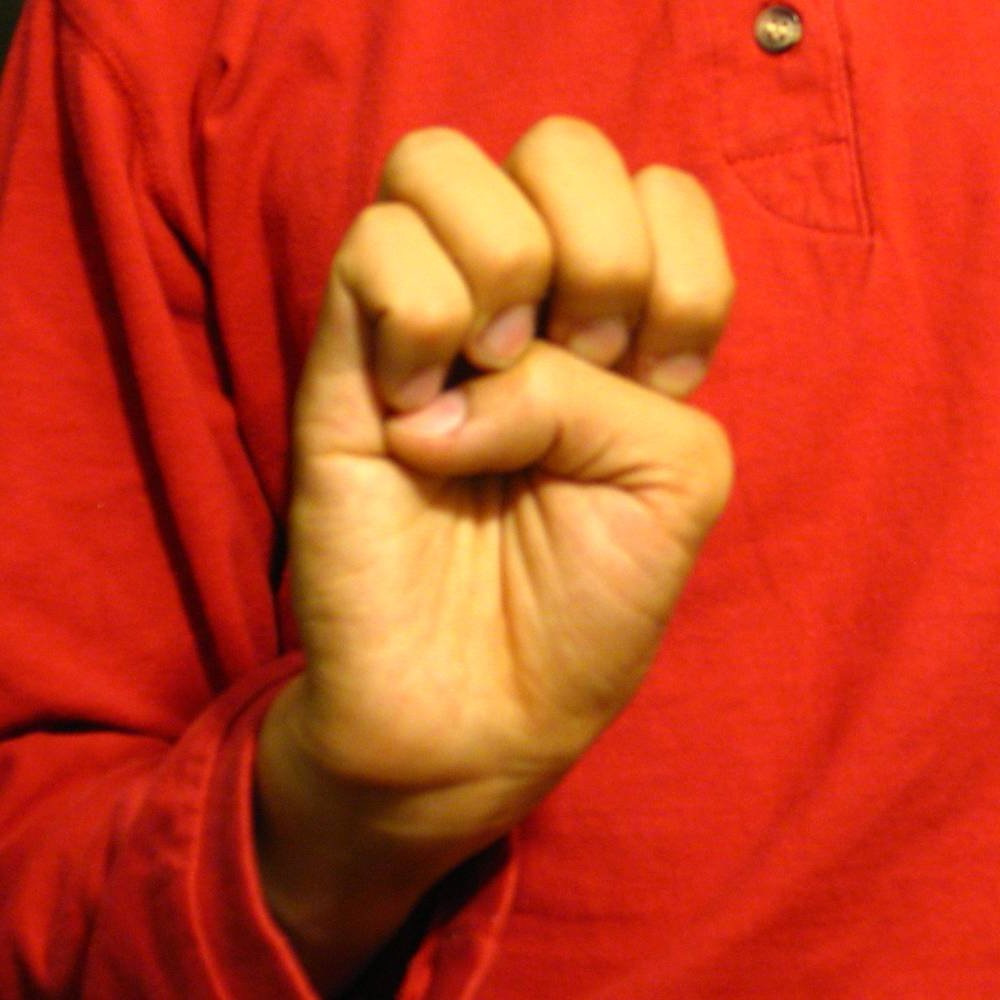
E
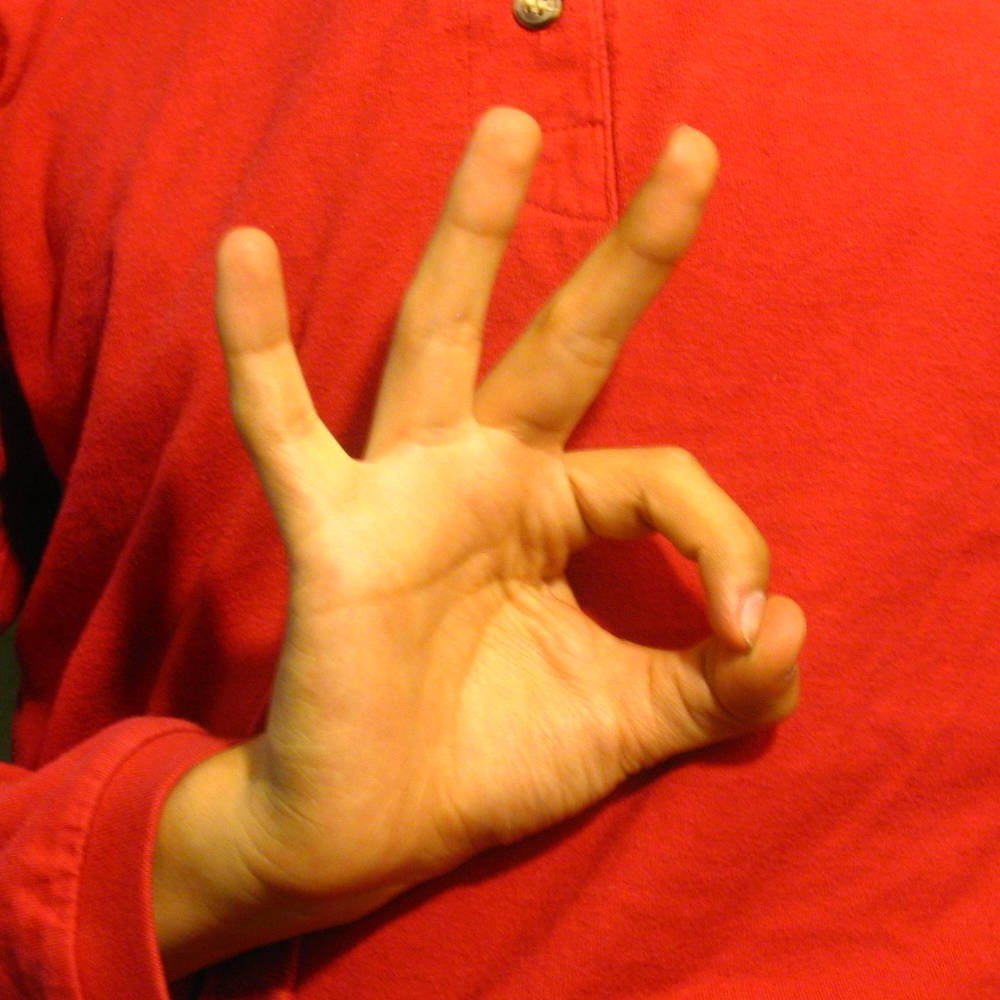
F(formal)
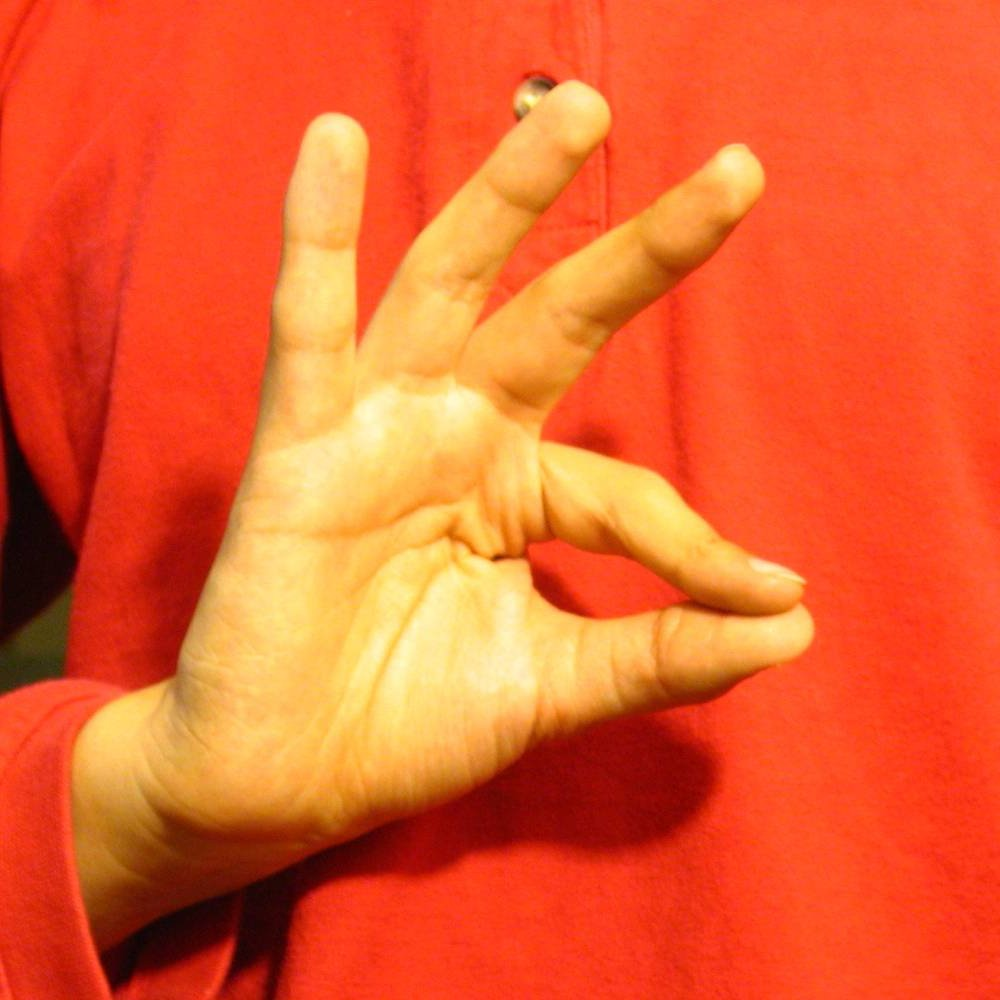
F(informal)
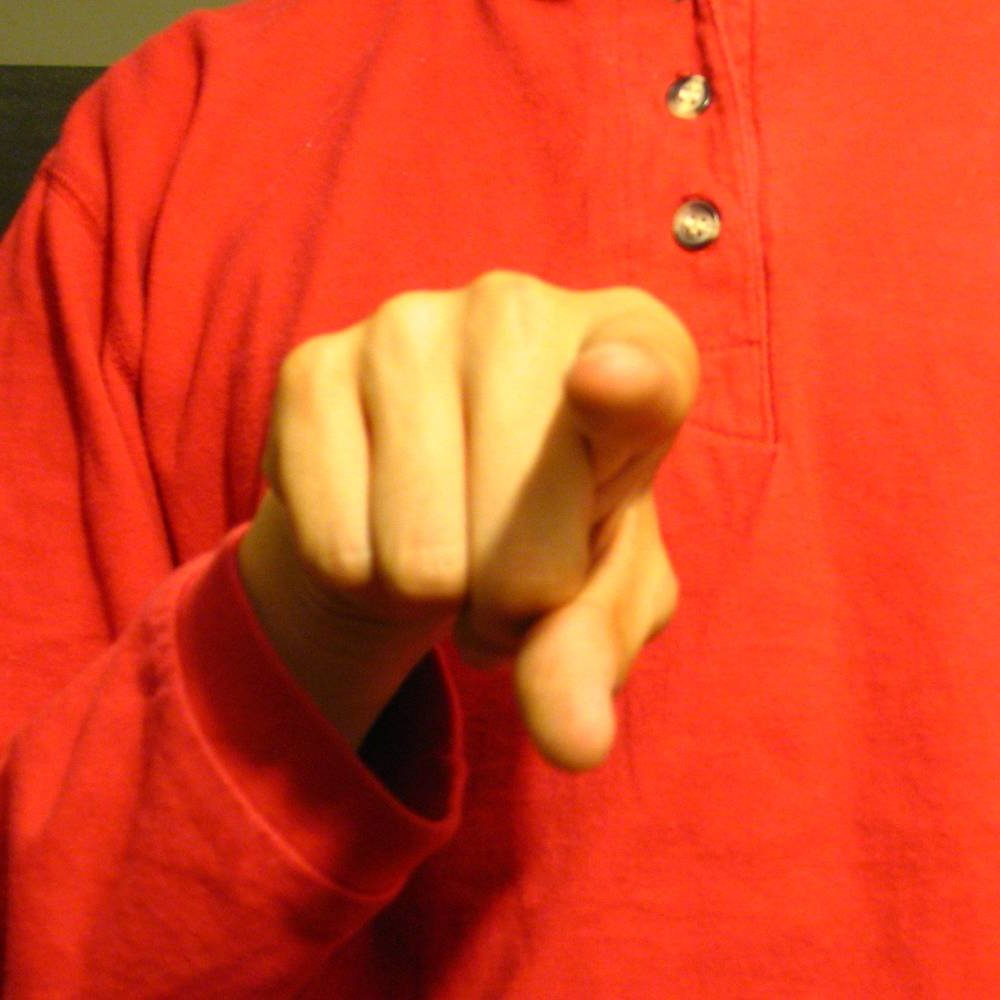
G
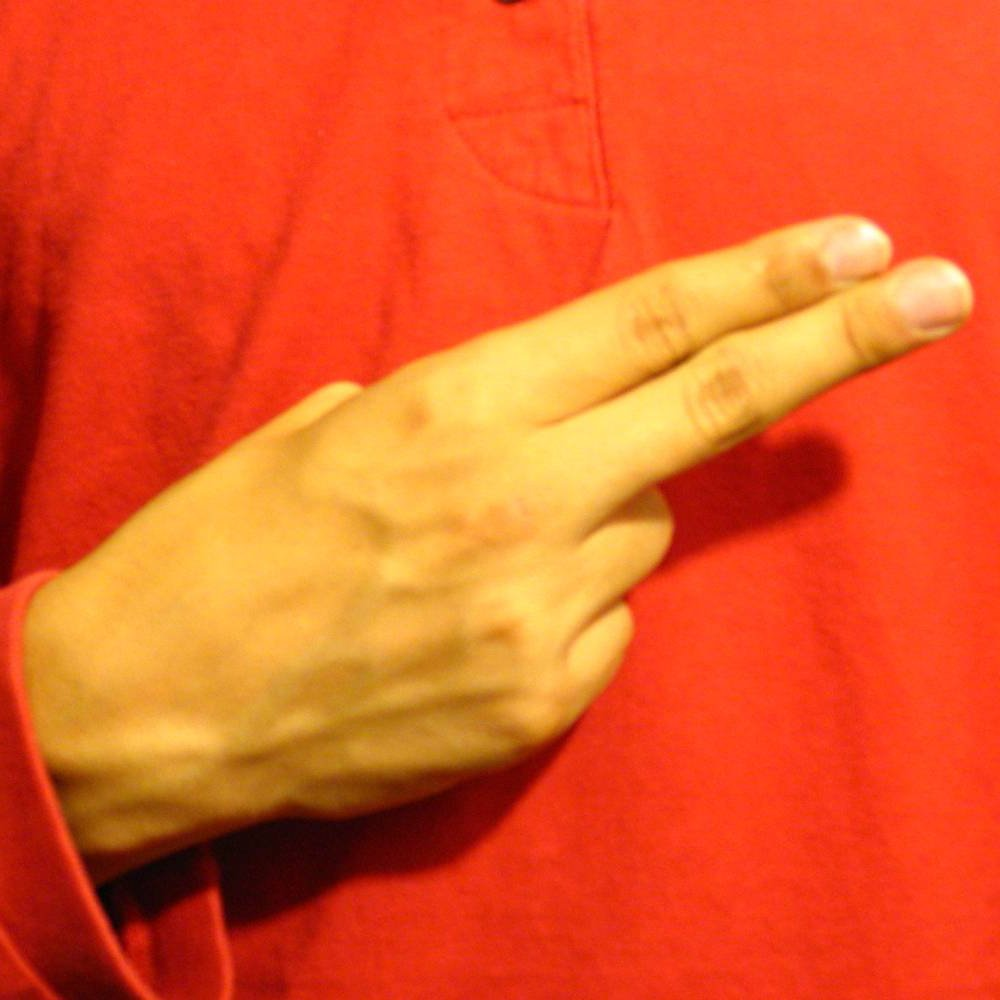
H(вигляд збоку)
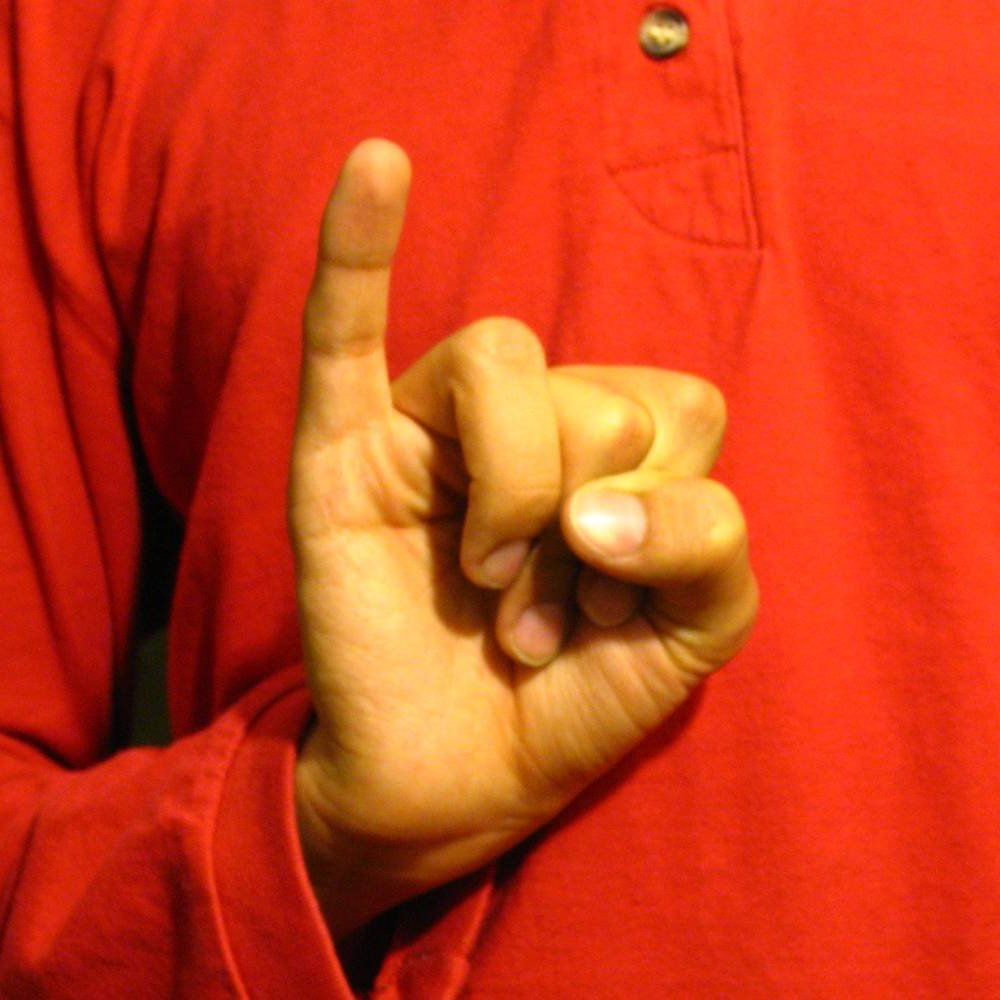
І
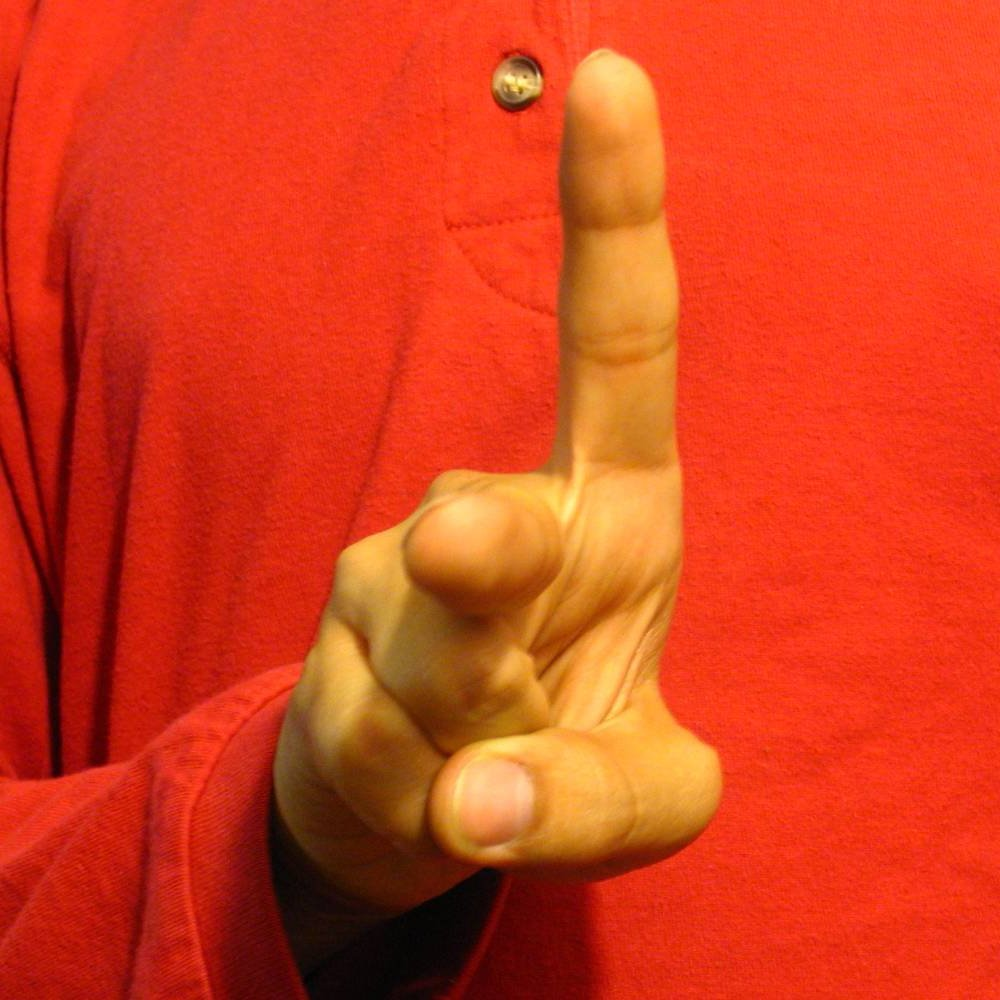
K
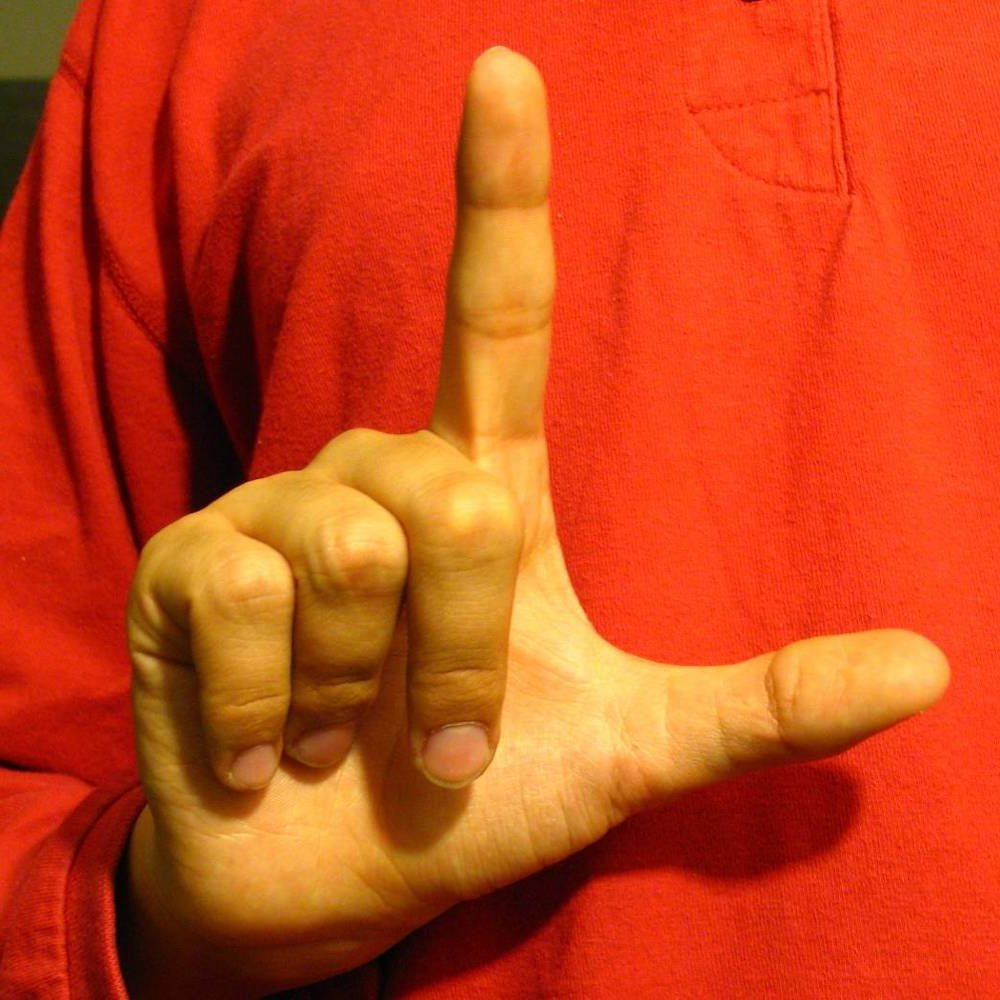
L
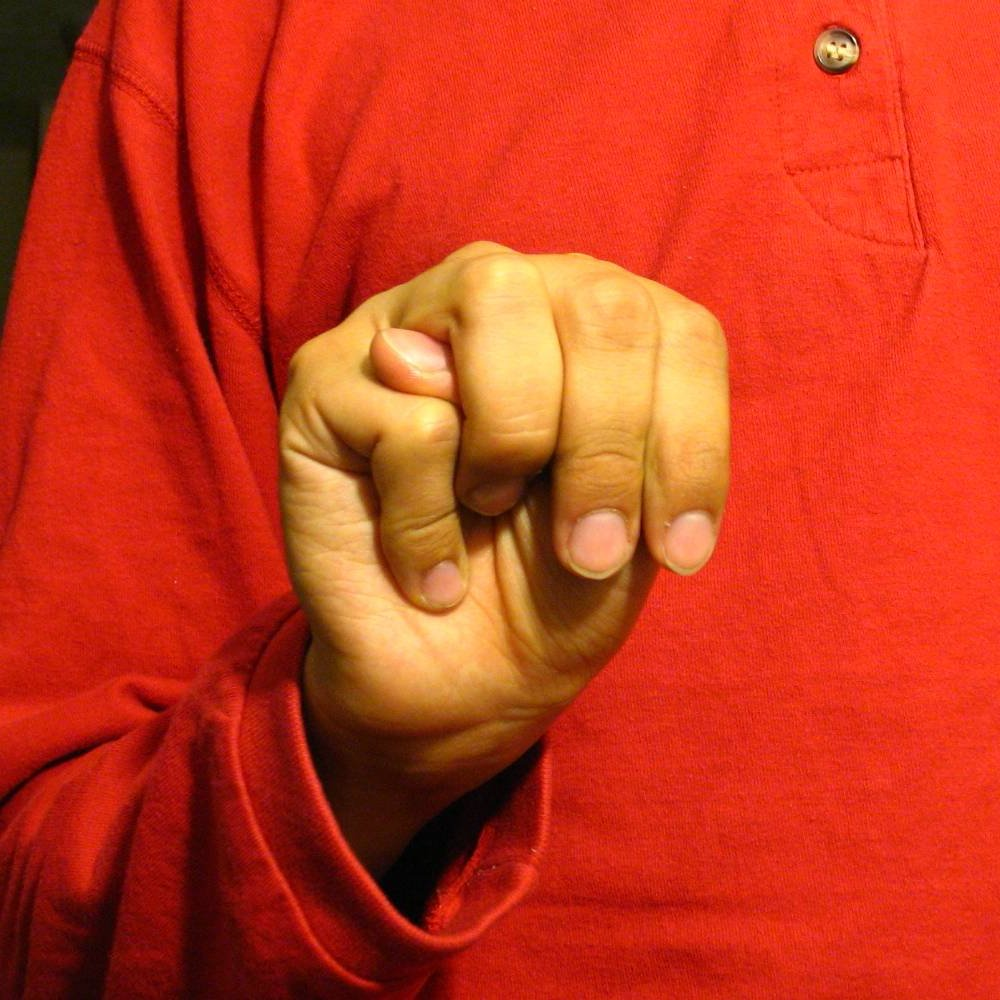
M(formal)
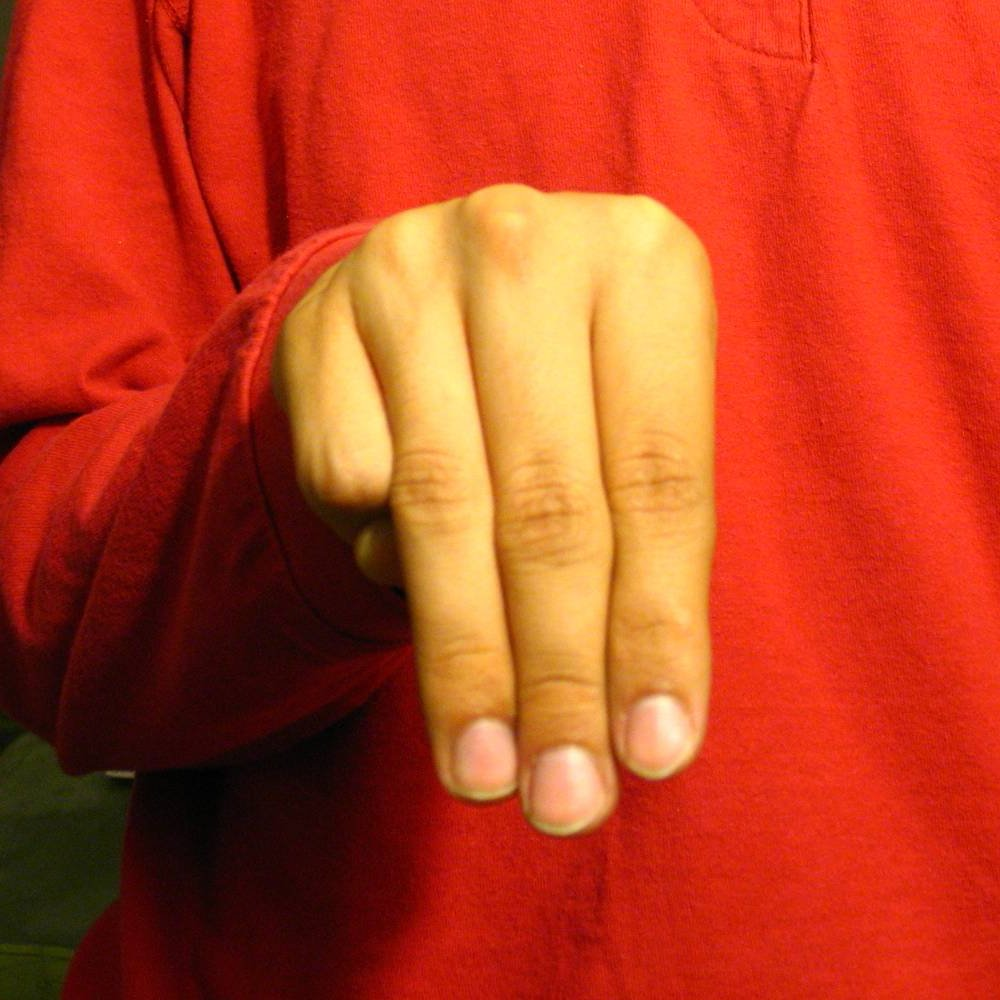
M(informal)
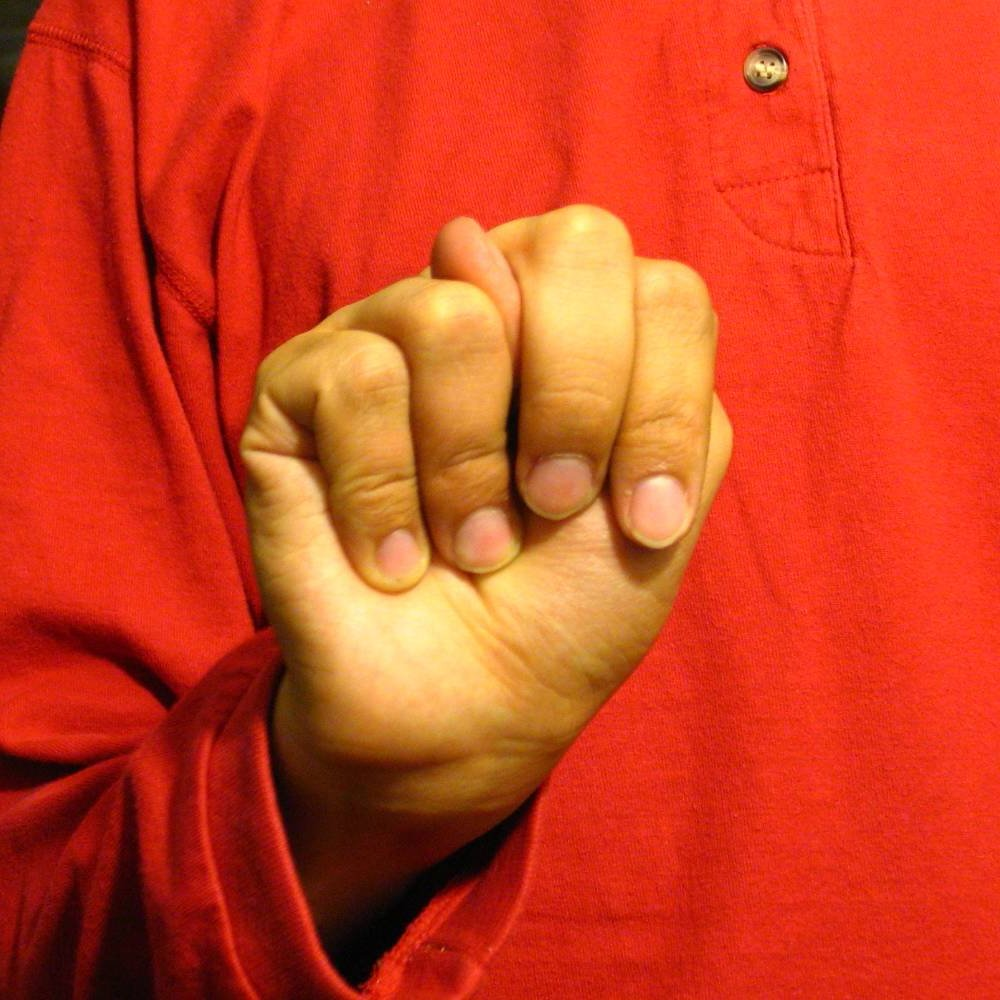
N(formal)
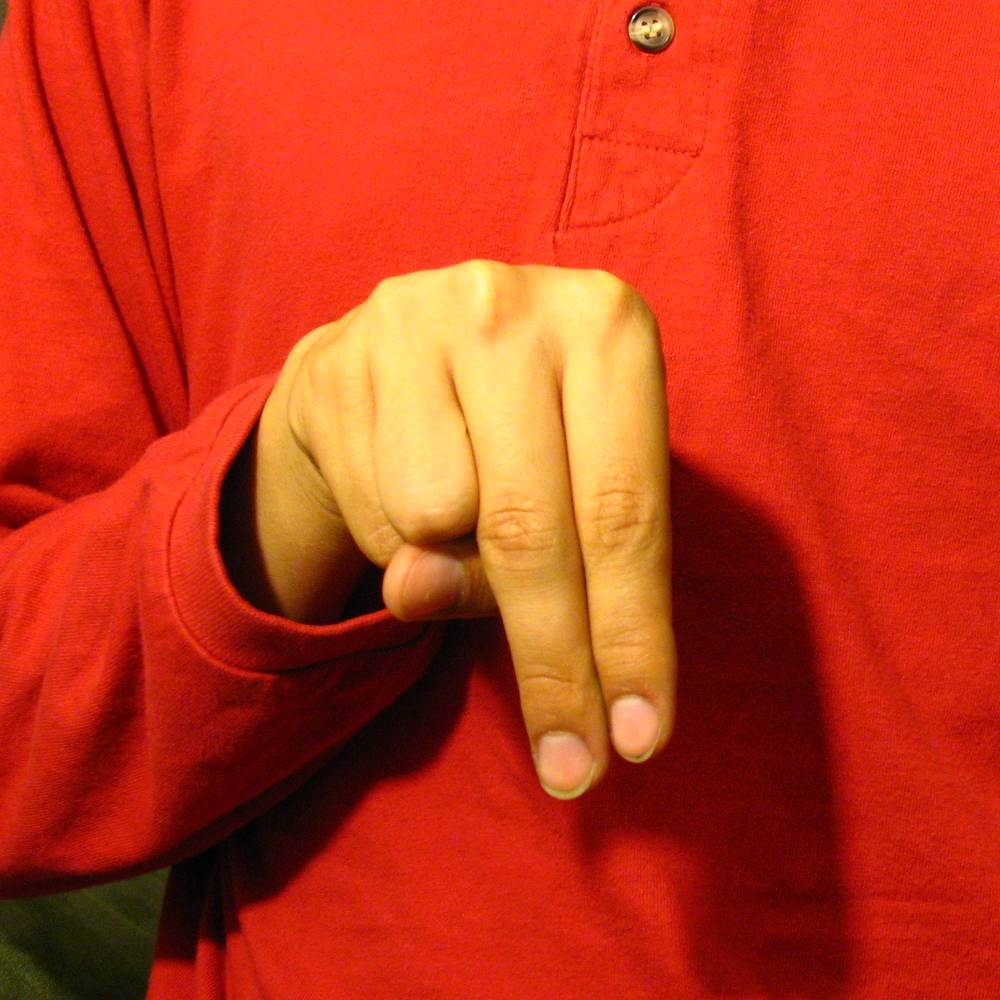
N(informal)
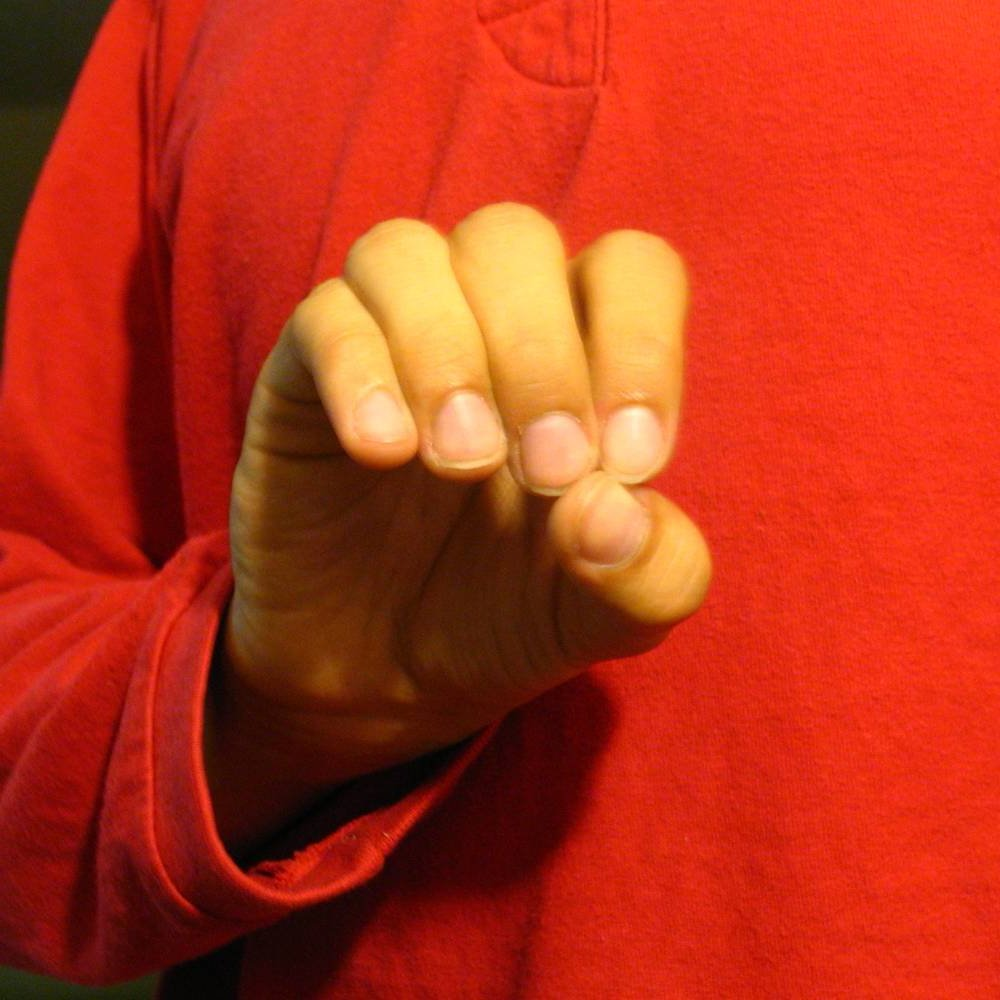
O
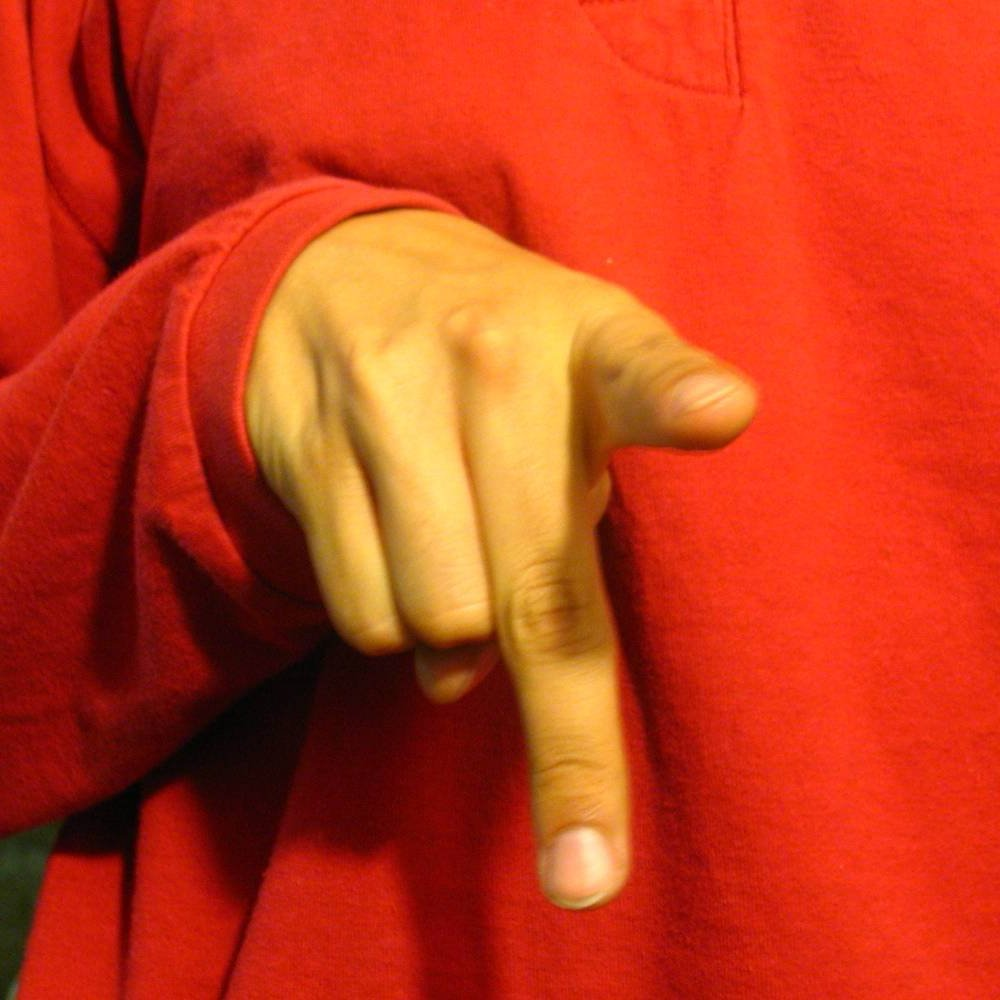
P
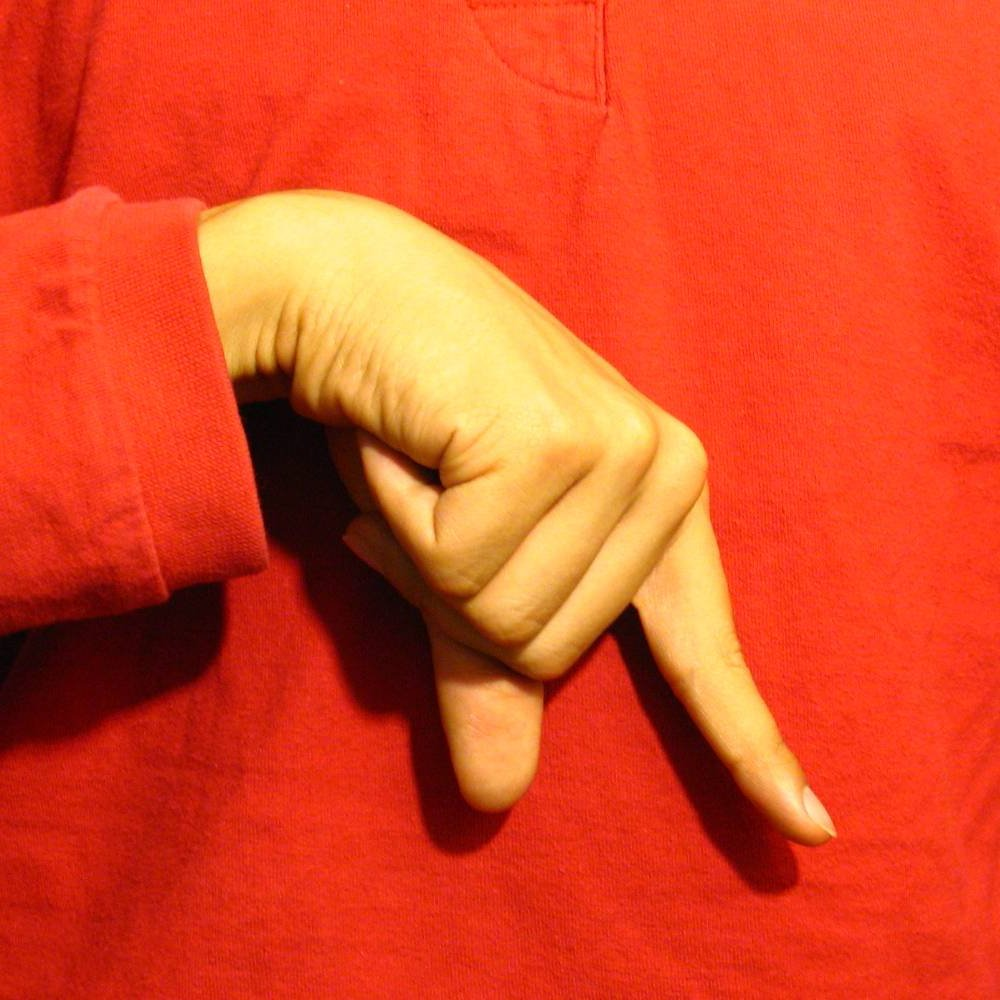
Q(вигляд збоку)
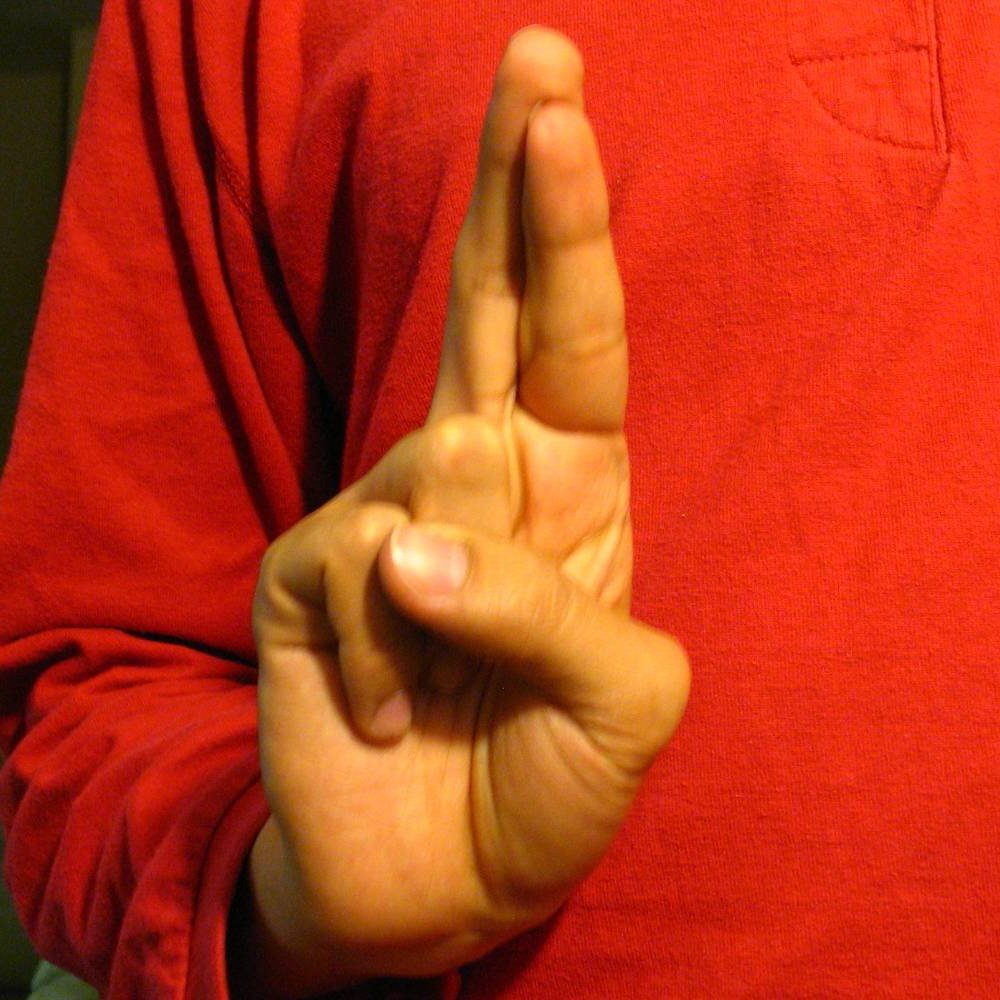
R
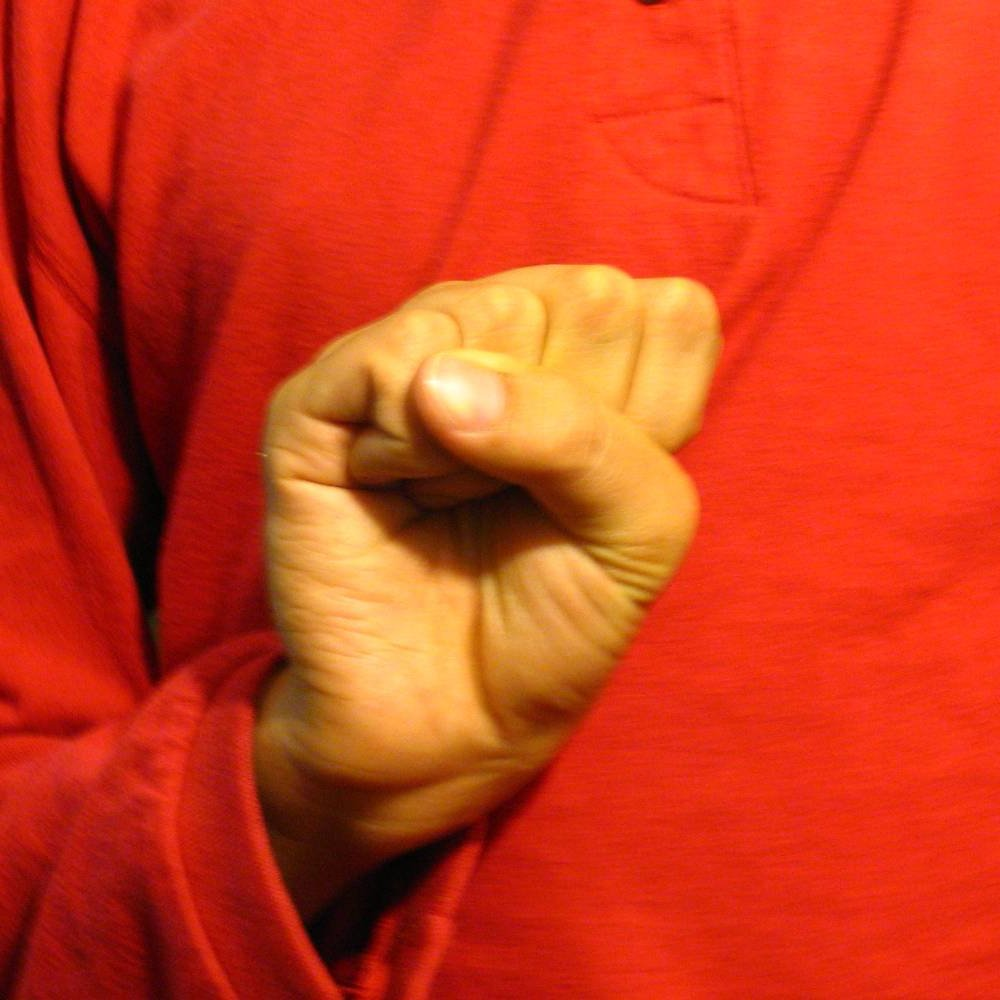
S
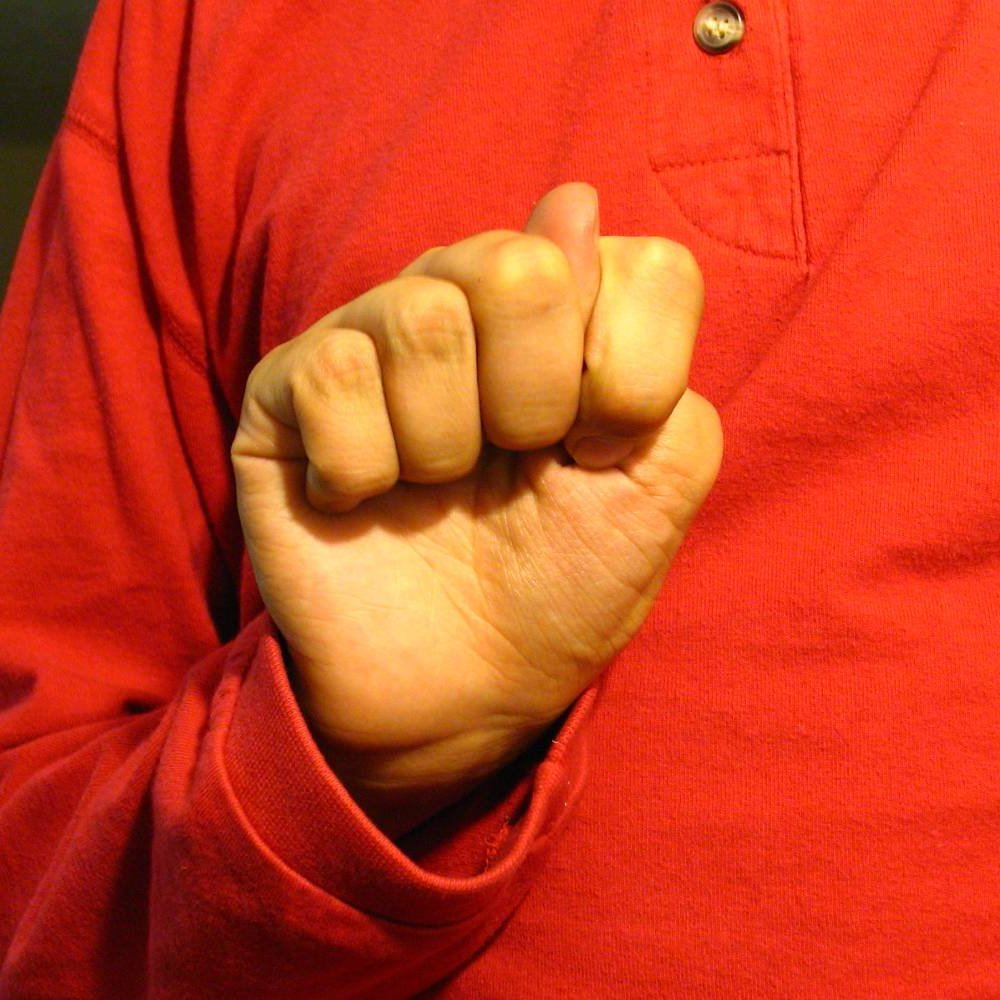
T
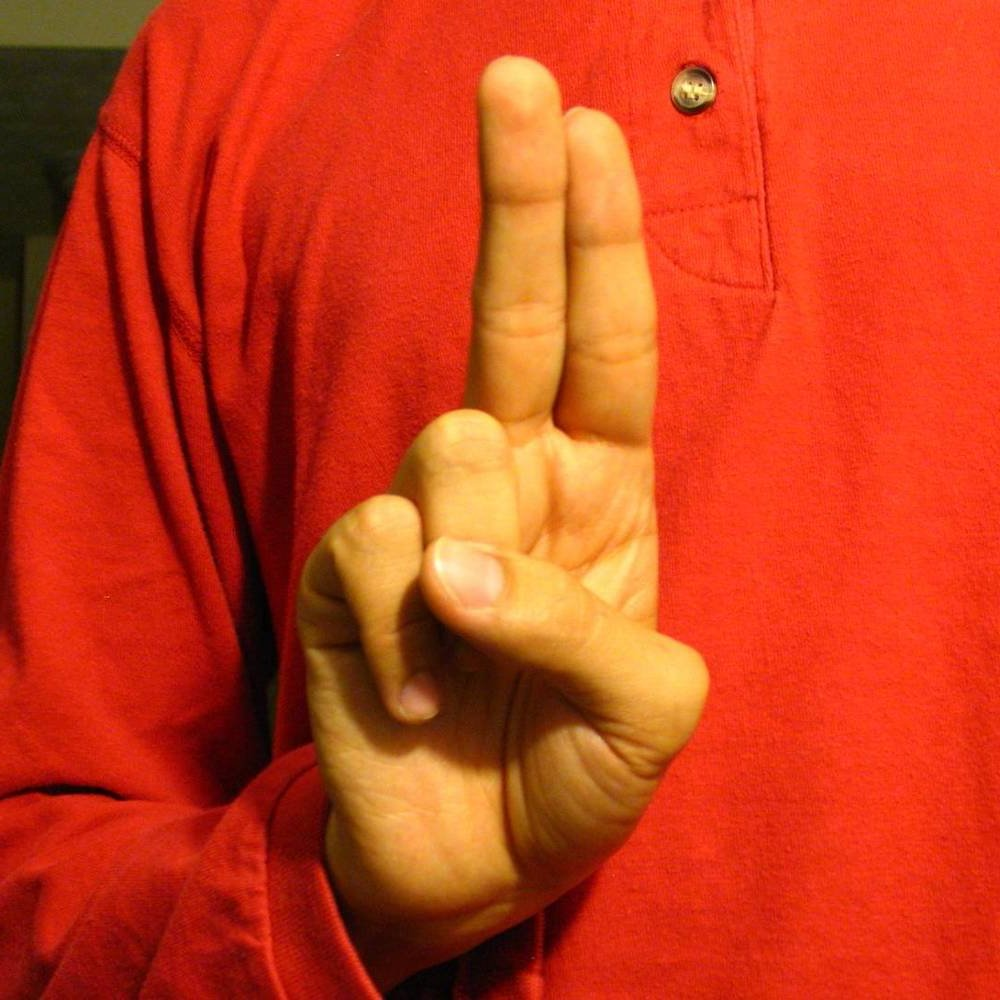
U
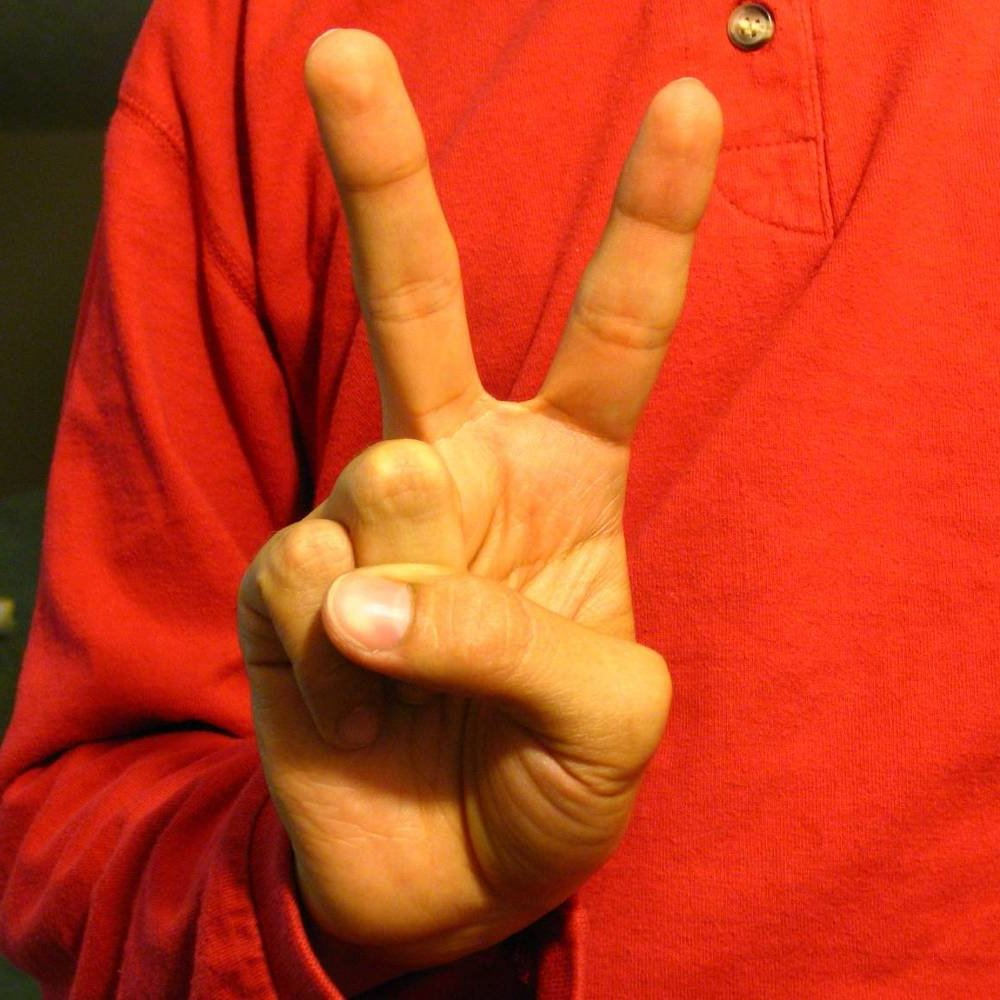
V
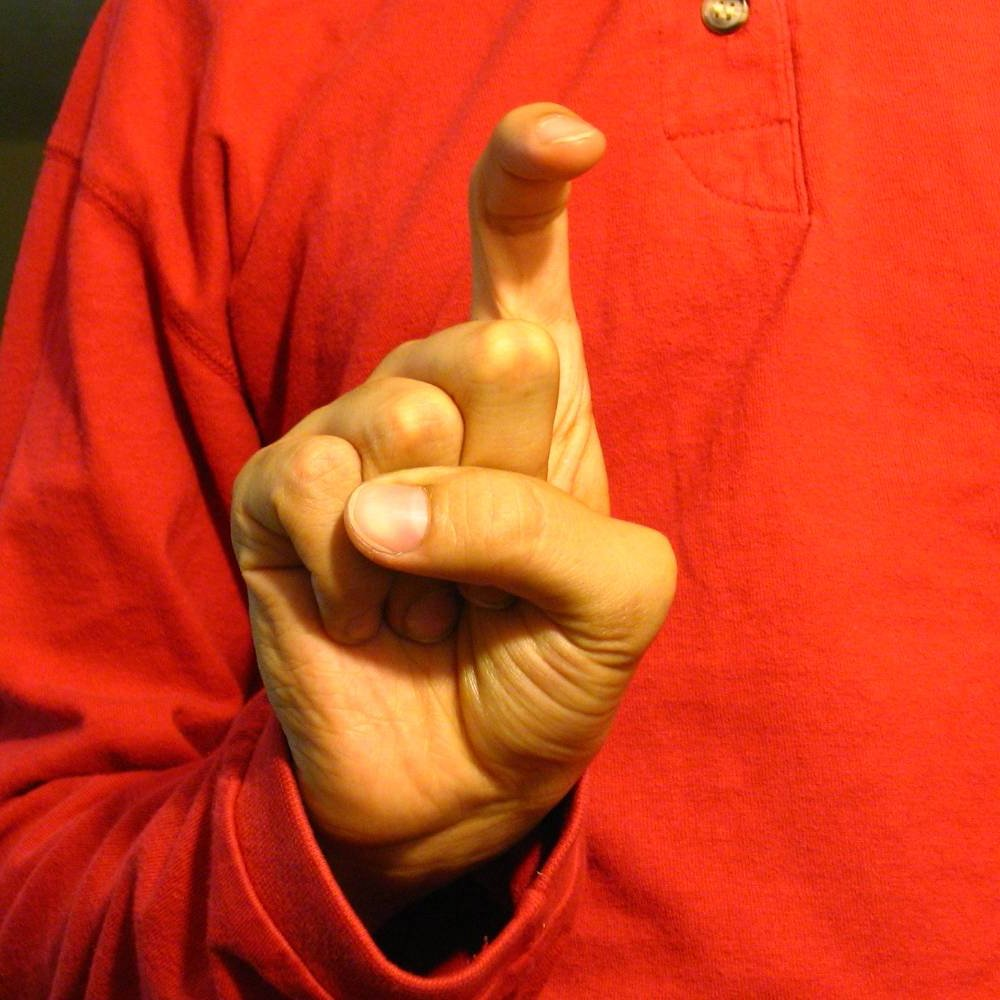
X
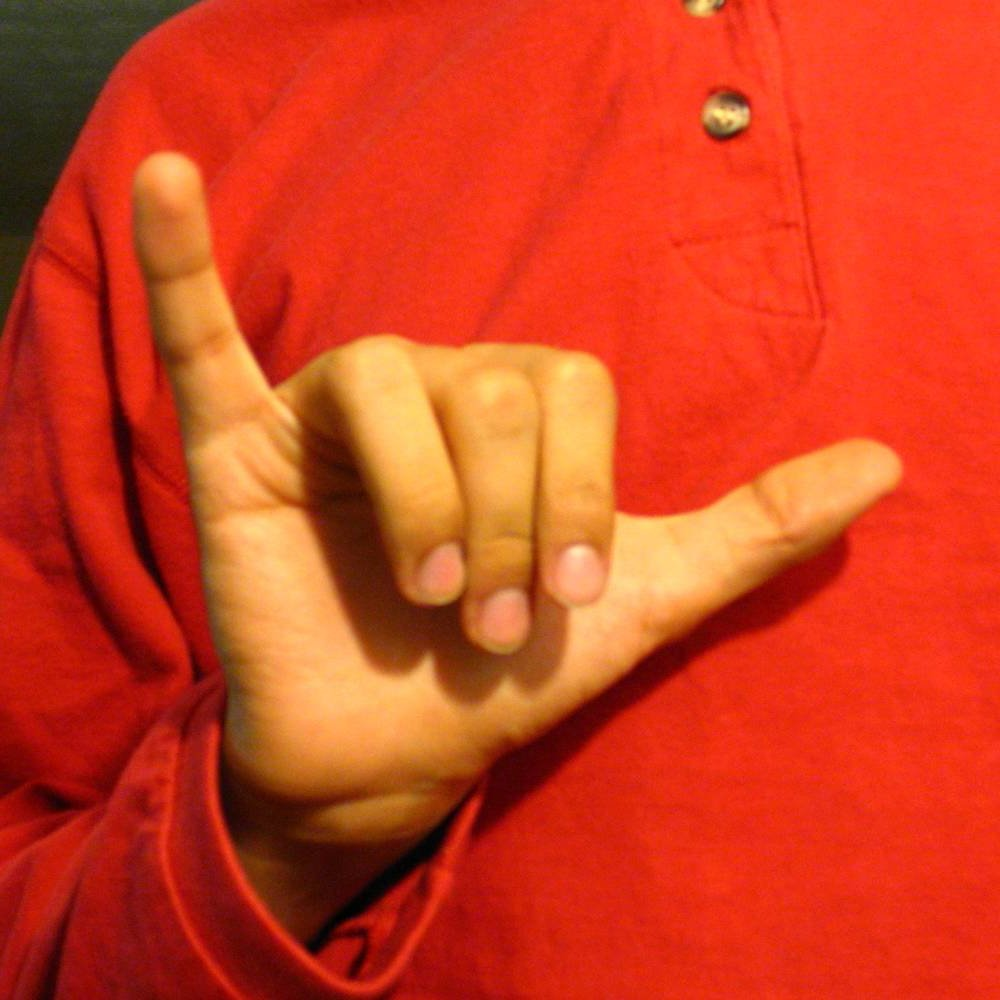
Y
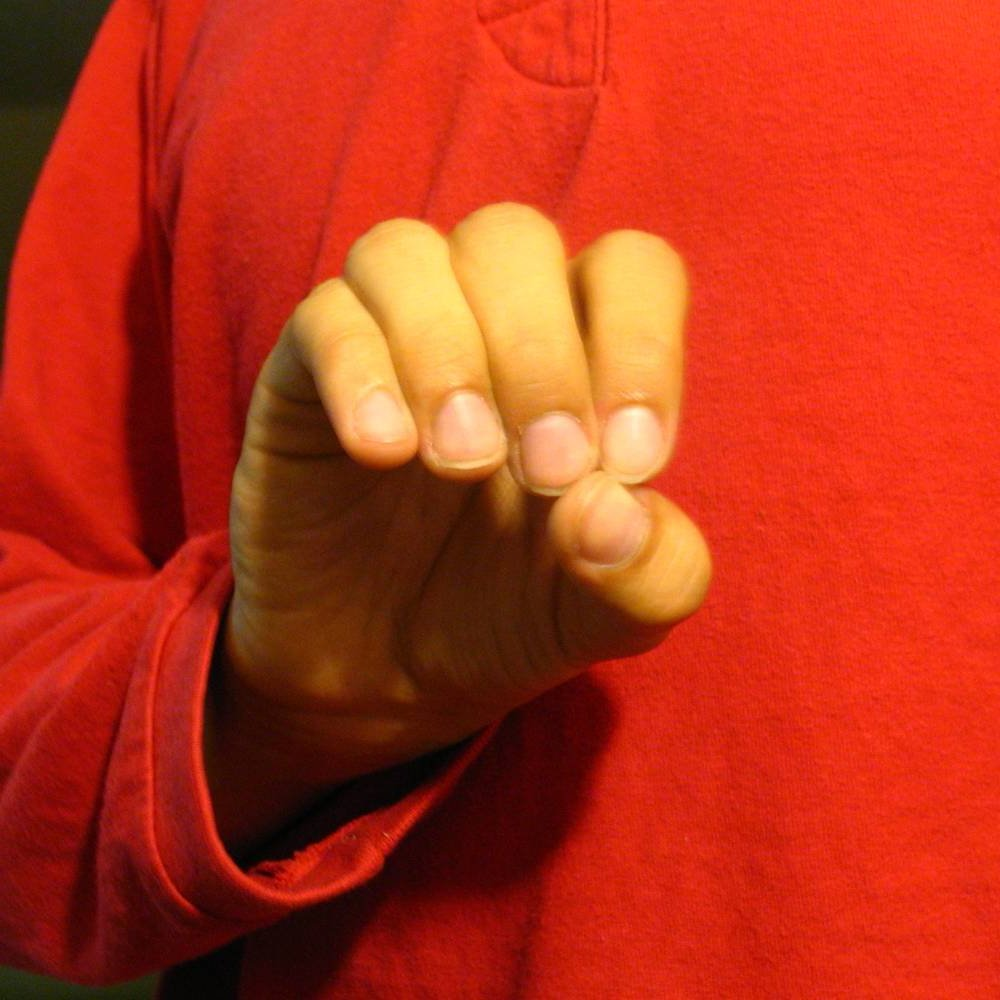
0
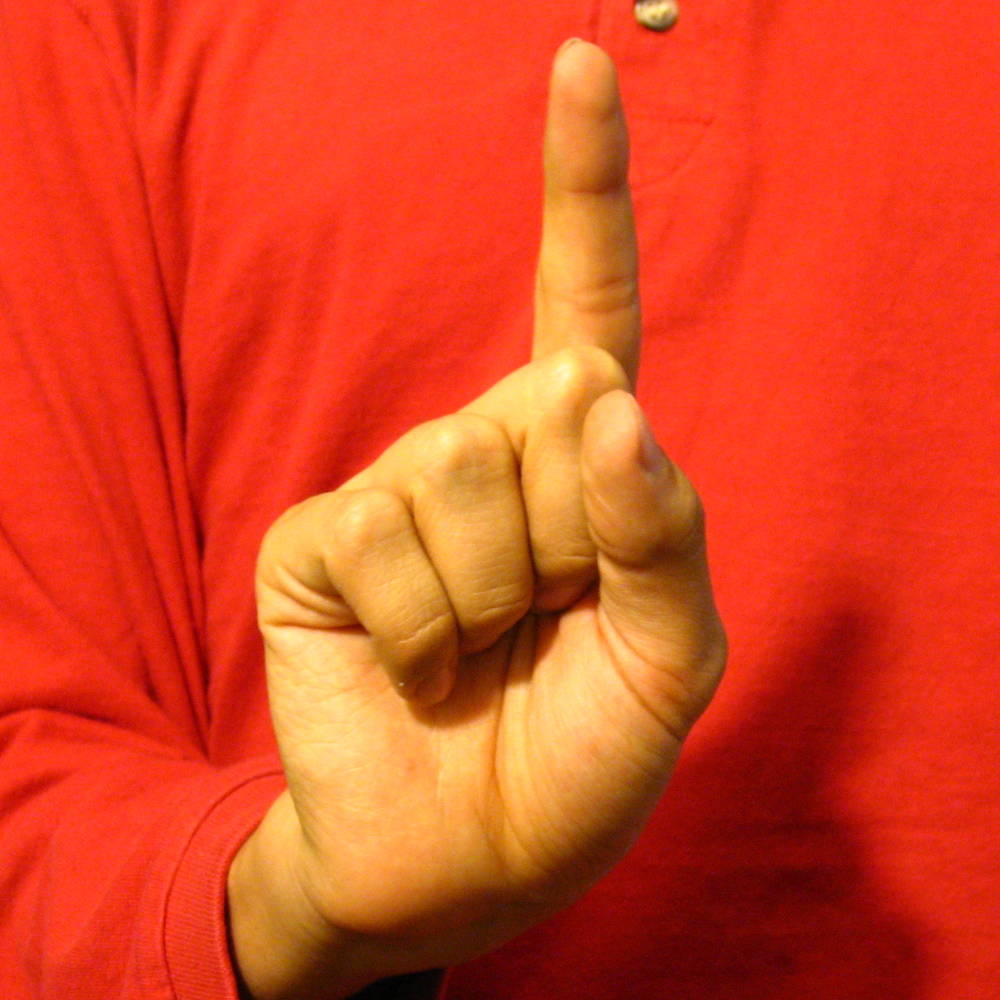
1
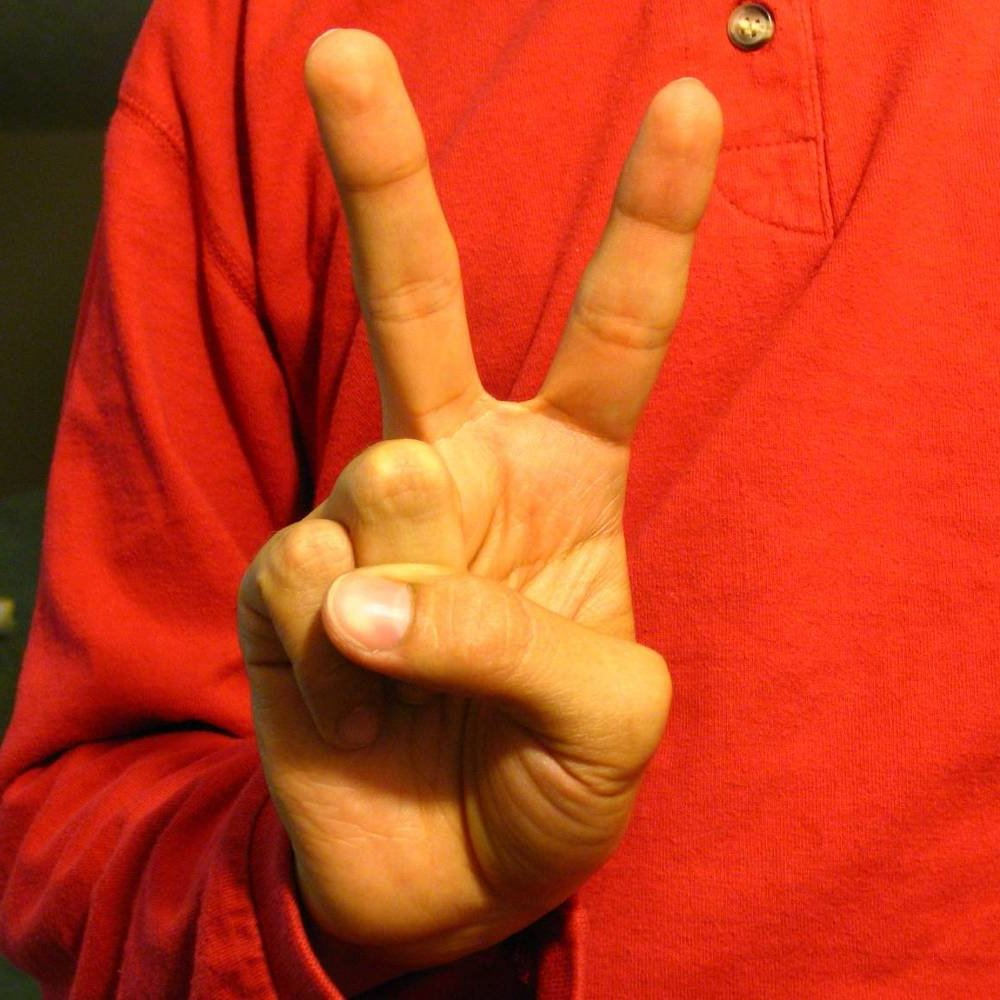
2
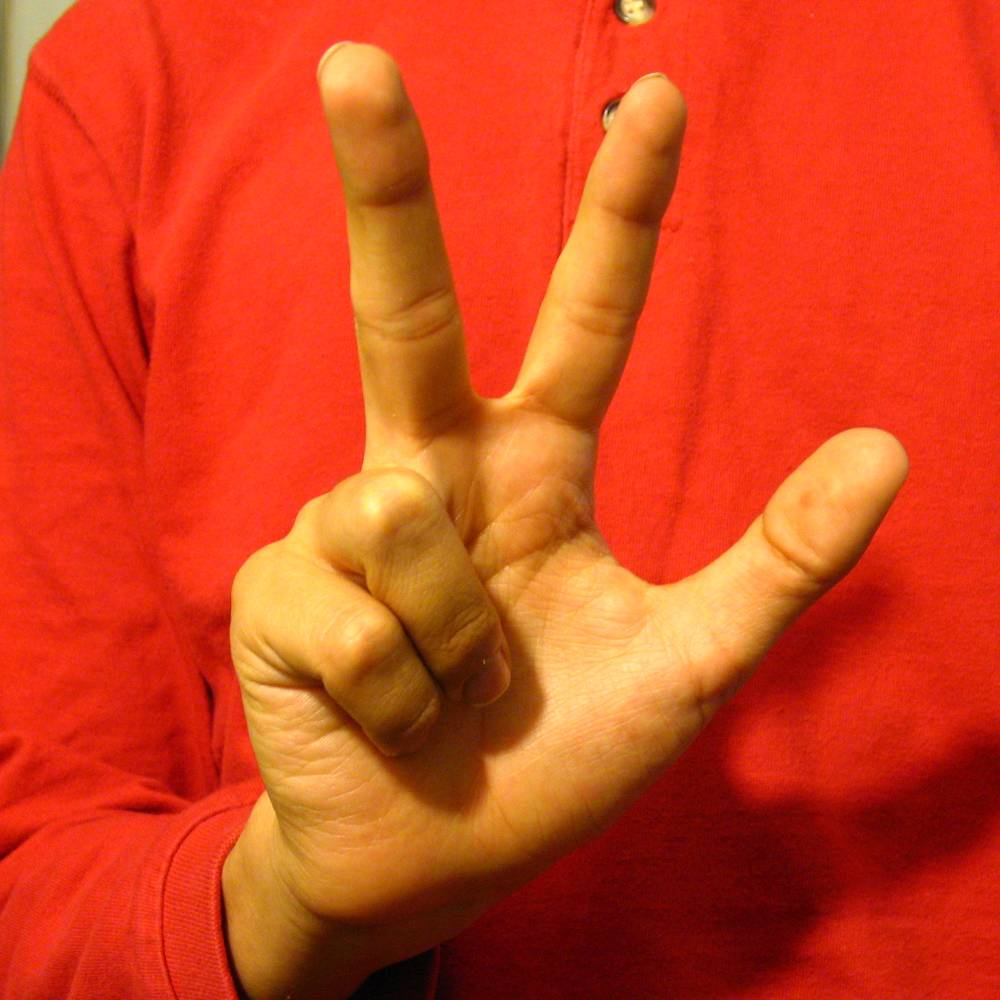
3
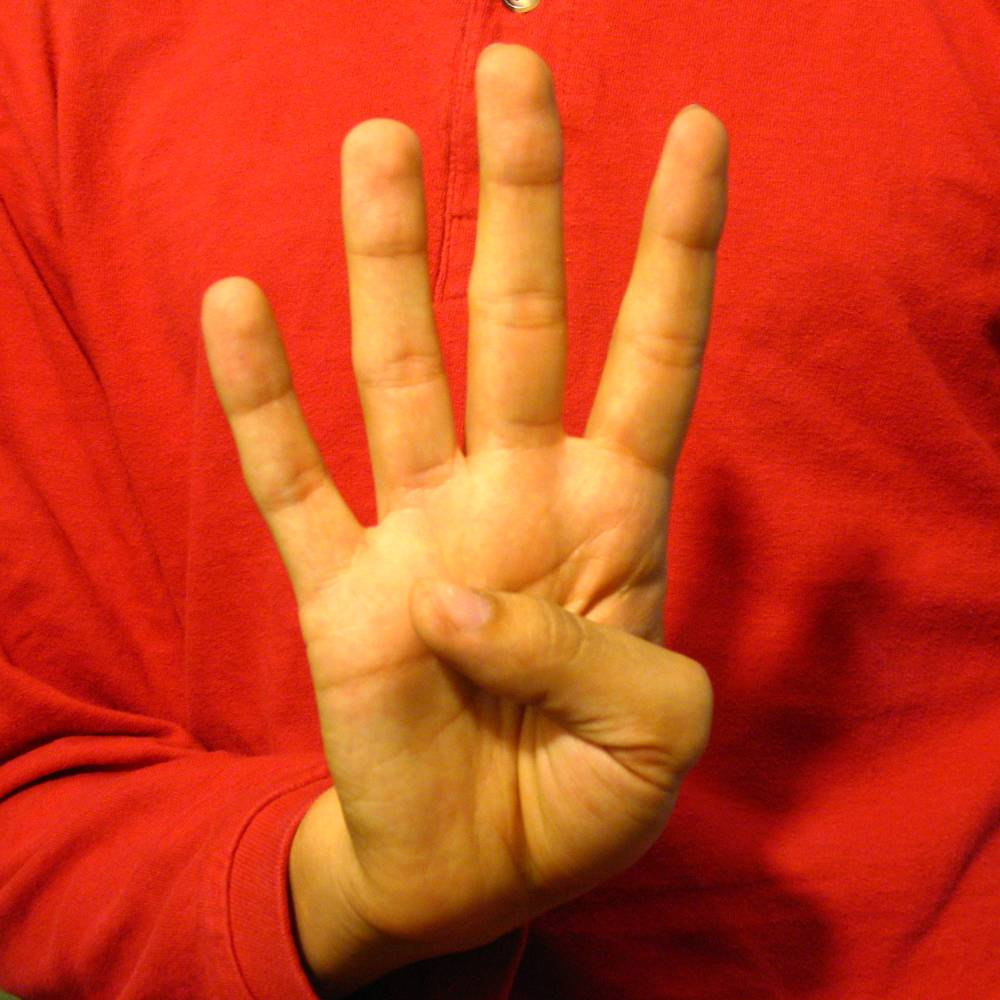
4
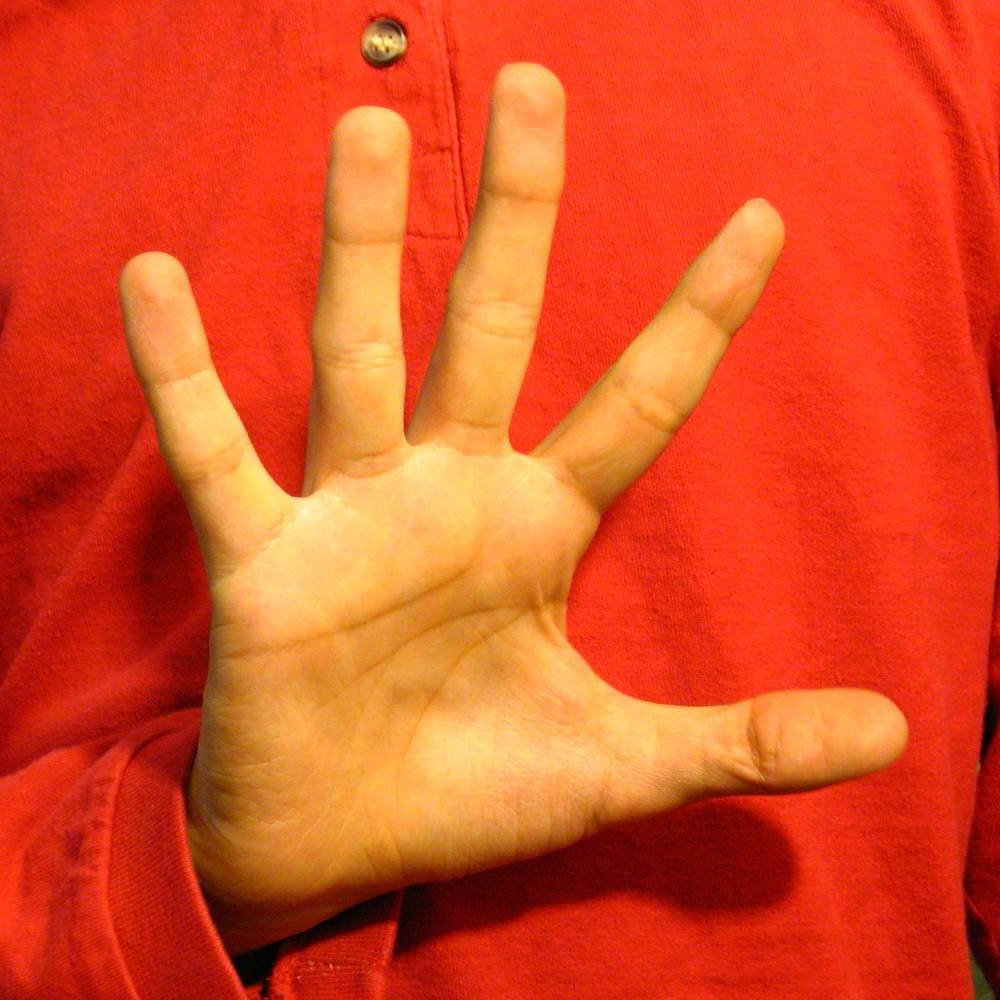
5
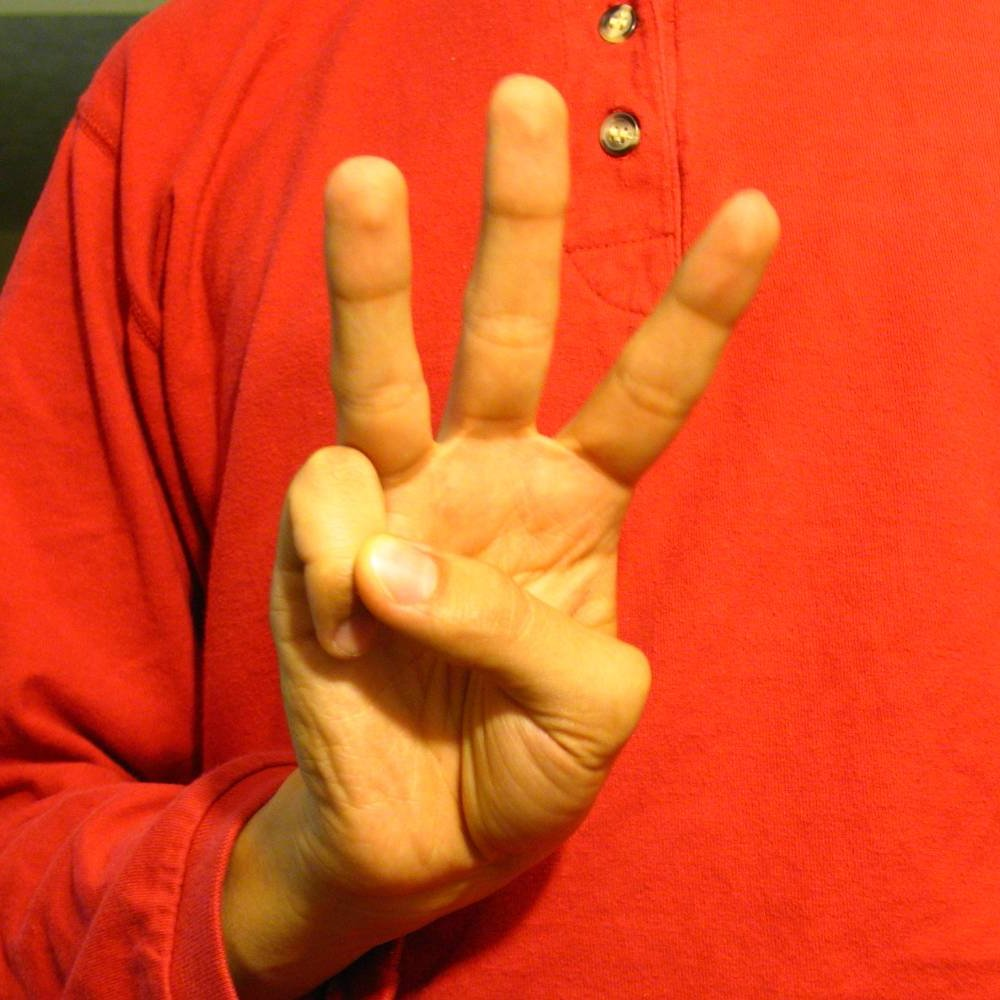
6
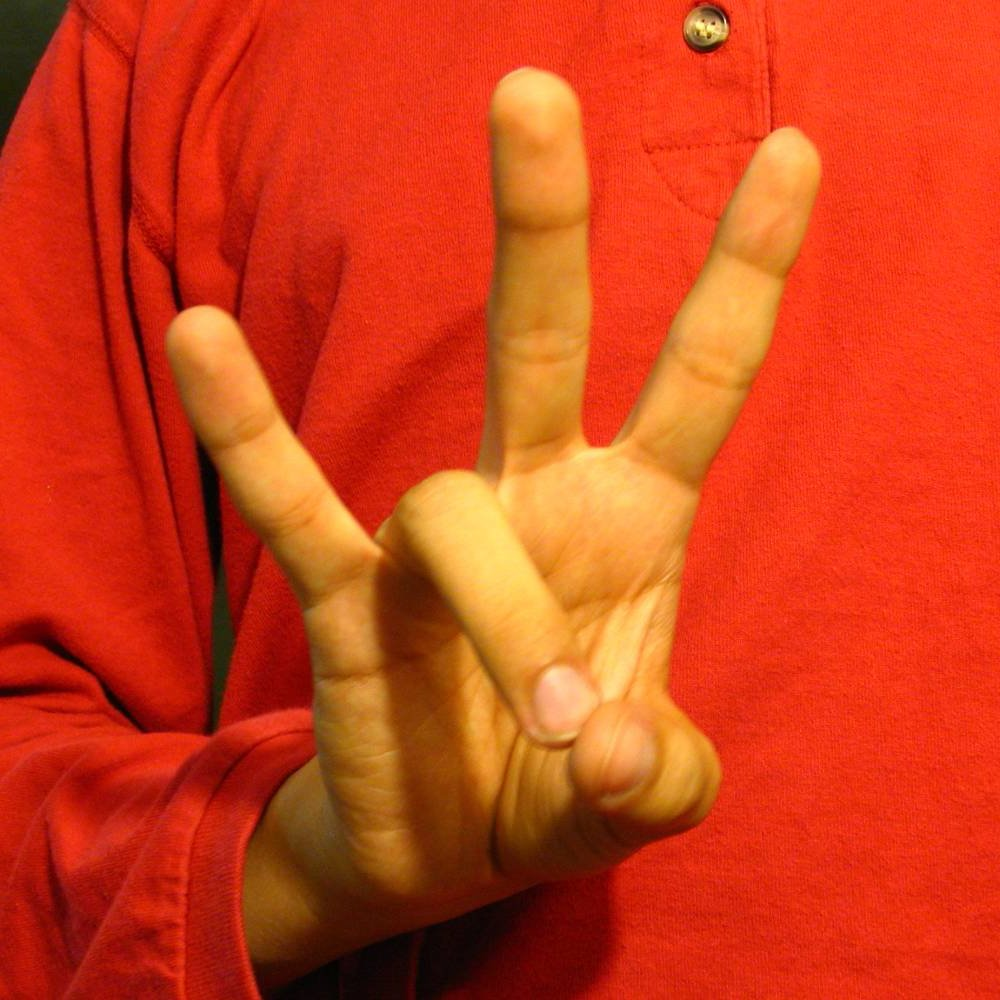
7
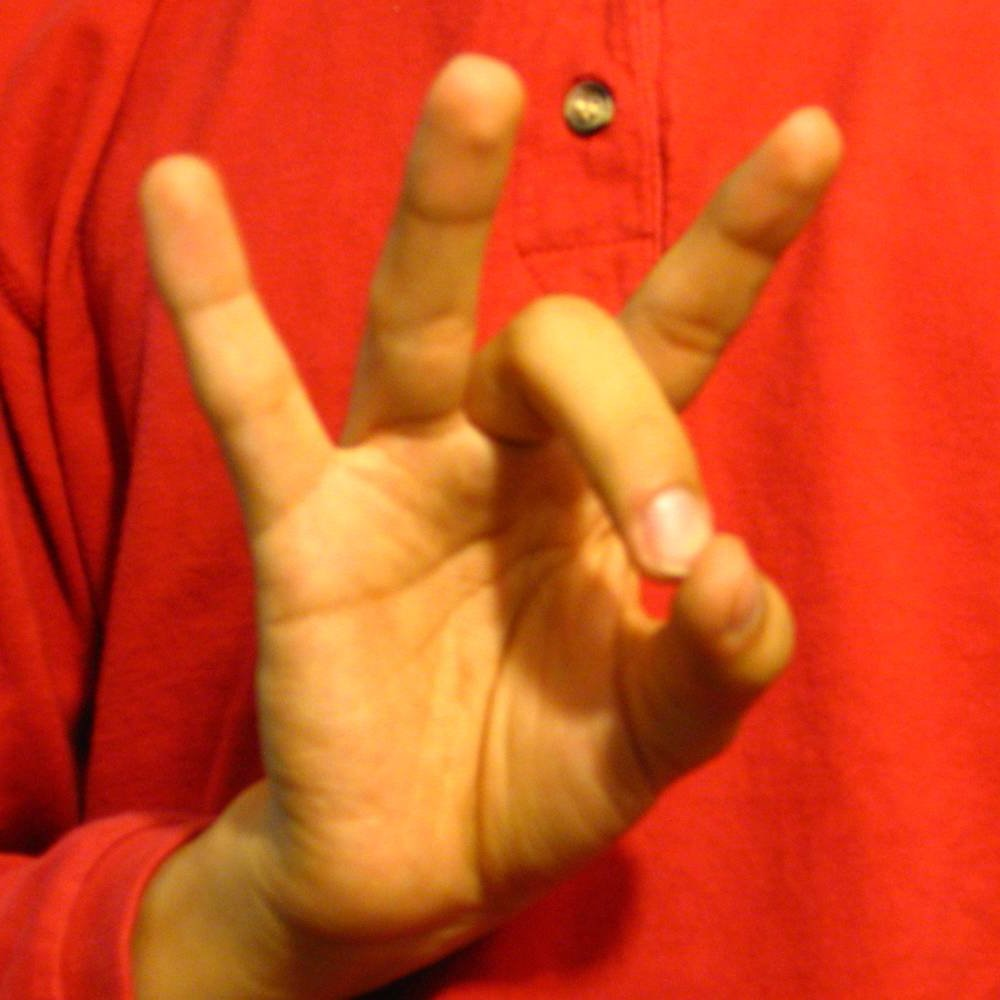
8
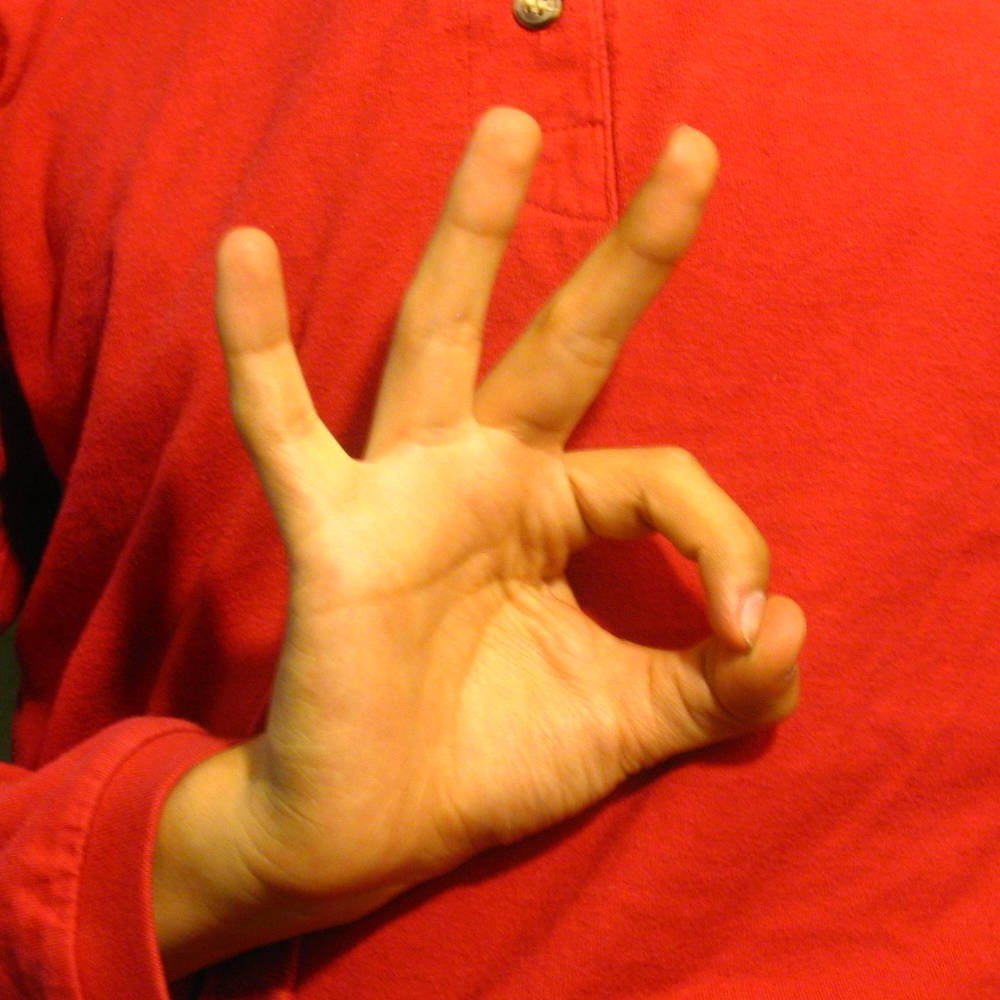
9

Ручний алфавіт може використовуватись будь-якою рукою, як правило, домінантною для того, хто «говорить» жестовою мовою:  правою для правшів, лівою  для лівшів.
«J» і «Z»-складні жести. «J» це «I» з повернутим зап'ястям, так щоб  мізинець вигнувся у формі друкованої літери; «Z» -це вказівний палець, зігнутий вперед, так щоб  простежувалась зигзагоподібна форма літери "Z". Обидва ці "жести" виконуються  правою рукою, як показано на ілюстраціях в цій статті.  Показуючи лівою рукою, рухи виконуємо дзеркально, отже неперевернутими для глядача. Однак, ті, хто "говорить" жестовою мовою вільно, не потребують  «читання» форм цих рухів.
На більшості малюнків та  ілюстрацій Американського Ручного Алфавіту, деякі літери зображують збоку щоб детальніше проілюструвати потрібну форму руки. Наприклад, літери «G» і «H»  показують збоку, щоб продемонструвати правильне положення пальців. Тим не менш, рука знаходиться у звичайному положенні: долоня повернута в бік, а пальці спрямовані вперед.
Кілька літер вимагають однакової форми руки, і розрізняються за певною спрямованістю пальців: "h" і "u", "k" І "p" (великий на середній), "g" і "q" в неофіційних ситуаціях, "d" і "g/q". При швидкому показуванні, "n" відрізняється від "h/u" орієнтацією пальців. Літери "а" і "s" мають однакову орієнтацію пальців, і дуже схожі за формою рук. Великий палець знаходиться збоку кулака коли це  "а" і спереду коли "s".

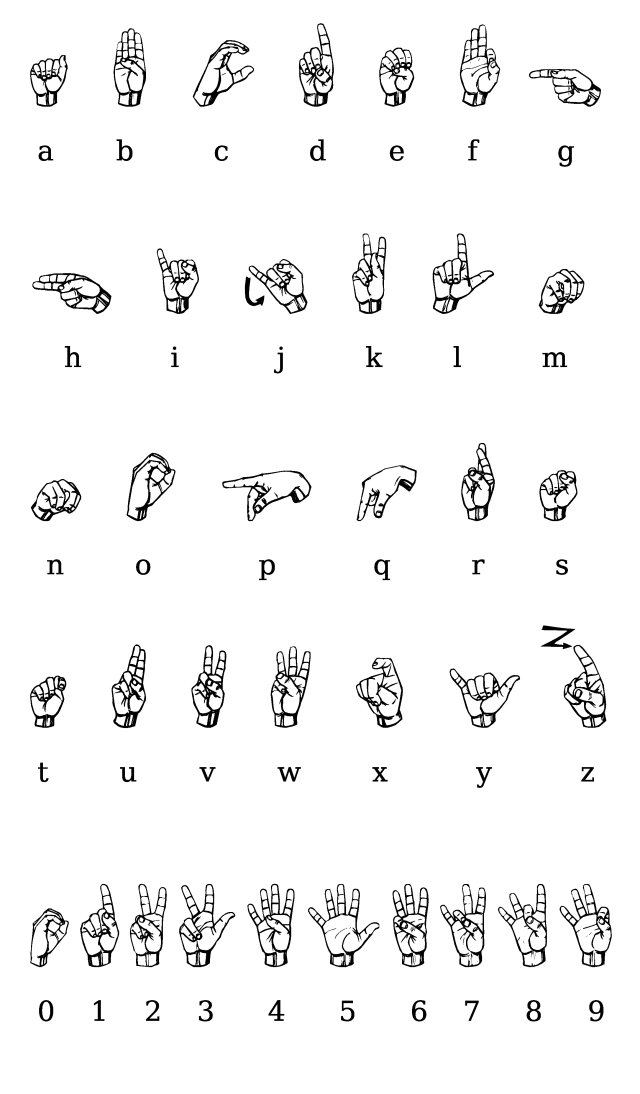
Цей ручний алфавіт використовується в американській жестовій мові. Літери показані у різних орієнтаціях, а не так, як їх бачитиме глядач.

## Ритм, швидкість та рух
Коли «говорите» жестовою мовою, рука має знаходитись на висоті плеча і повинна бути у тому ж положенні навіть тоді, коли однакові літери у слові трапляються двічі підряд. Літери показуються із постійною однаковою швидкістю ; пауза виконує функцію розділення слів. Розмір першої літери можна показати, як додаткову підказку того, що Ви починаєте «говорити»